# Tony Garnier
Pour les articles homonymes, voir Tony Garnier (homonymie) et Garnier.
Ne pas confondre avec l'architecte Charles Garnier (notamment connu pour l'Opéra Garnier à Paris)
Tony Garnier, né le 13 août 1869 à Lyon et mort le 19 janvier 1948 à Roquefort-la-Bédoule, est un architecte et urbaniste français. Nombre de ses projets sont à l’origine d’avancées considérables dans la réflexion que menaient alors les architectes sur ce qu’ils considéraient être l’architecture et l'urbanisme moderne.
D'origine ouvrière, il se forme à l'école des beaux-arts de Lyon puis l'école des beaux-arts de Paris. Il est reçu au Prix de Rome en 1899 et, lors de son séjour à la Villa Médicis, il entame la réalisation d'un projet utopique de ville moderne qu'il nomme Cité industrielle. Avant-gardiste dans son utilisation du béton, dans sa volonté d'inscrire les outils de production dans sa réflexion et de créer une ville à taille humaine, il ne se revendique toutefois pas comme urbaniste, et ne s'insère pas dans les débats de son temps.
De retour dans sa ville natale en 1904, il se lie avec le maire Édouard Herriot qui lui soumet dès 1905 de grands projets destinés à transformer Lyon. Sa première œuvre majeure sont les abattoirs de la Mouche, entamés dès 1906, puis l'hôpital de Grange-Blanche en 1909. Il travaille en même temps au projet de l'Exposition internationale de Lyon qui se tient en 1914, pour laquelle il entame la réalisation du Stade de Gerland. En 1917, il commence la réalisation ex nihilo du quartier des États-Unis. Tous ces projets sont menés de front sur plusieurs années ou décennies. Après la Première Guerre mondiale, il ne se lance plus dans de vastes réalisations ; mais marqué par le conflit, il travaille durant les années 1920 sur plusieurs monuments aux morts. Durant les années 1930, il termine ses chantiers principaux.
Il se retire de la vie active après la Seconde Guerre mondiale et décède en 1948. Après sa mort, sa mémoire est portée par un comité qui lui est dédié. Plusieurs expositions lui sont consacrées. Son influence se voit au travers des élèves qu'il a eus à l'école régionale d'architecture dans laquelle il a enseigné plusieurs décennies.

## Biographie

### Vie personnelle

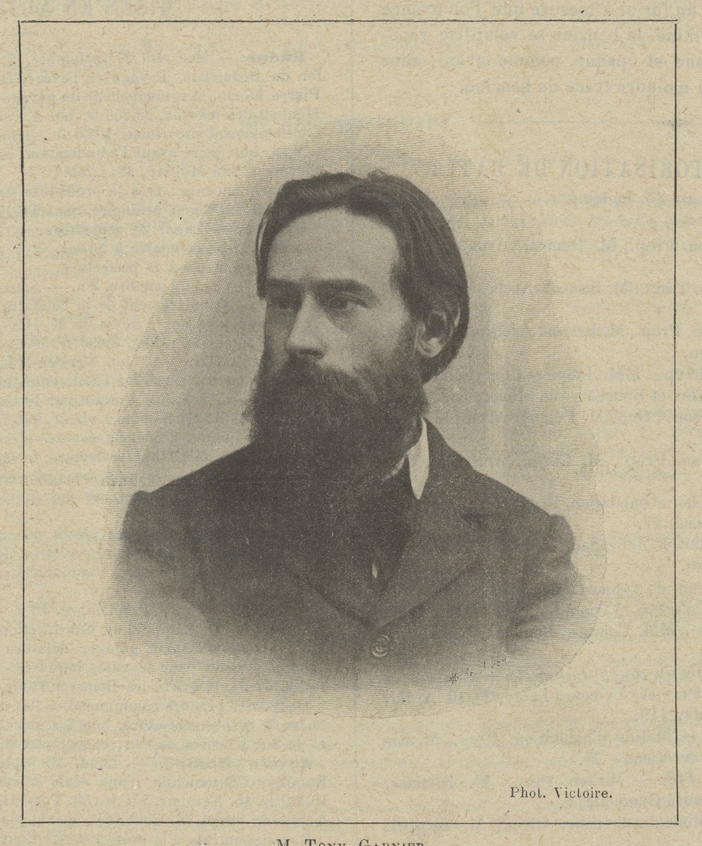
Portait de Tony Garnier paru dans le journal la Construction lyonnaise no 18 du 16 septembre 1899, au moment de sa réception du prix de Rome.

Tony Garnier naît le 13 août 1869 à Lyon, au 17 rue Rivet, sur les pentes de La Croix-Rousse dans le premier arrondissement.
Son père Pierre Garnier, dessinateur en soierie et sa mère Anne Évrard, tisseuse, se marient le 24 octobre 1871 à Lyon. Lors de cette union, deux enfants de ce couple sont reconnus légitimement : Tony et Fanny, sa sœur née le 1er août 1870.
Il épouse le 20 juillet 1915 dans la commune de Saint-Rambert-l'Île-Barbe, canton de Limonest, Catherine Laville, de 25 ans sa cadette, née le 23 mars 1894 à Lyon dans le troisième arrondissement, fille du sculpteur Jules Martin Laville et de Françoise Barbier.
Il se fait construire dans les années 1910 trois villas, à Lyon dans le quartier de Saint-Rambert-l'Île-Barbe, rue de la Mignonne, une pour lui, une pour son épouse Catherine et une dernière pour mademoiselle Bachelard une amie qui lui est chère.

#### Premières études
Il fait ses études à l'école technique de La Martinière de Lyon, quartier des Terreaux, entre 1883 et 1886, puis à l'École des beaux-arts de Lyon entre 1886 et 1889. Il y travaille notamment dans la classe d'architecture d'Antonin Louvier. Durant ses années d'études lyonnaises, il adhère à la Société des amis d'Émile Zola. Il termine ses études auréolées de la médaille d'or de l'école et présente le concours d'entrée à l'École des beaux-arts de Paris, qu'il réussit.
Il suit les cours aux Beaux-Arts de Paris entre 1890 et 1899. Élève de Paul Blondel et de Louis Henri Georges Scellier de Gisors, il obtient, après six tentatives, le premier grand prix de Rome en 1899, en présentant pour l'épreuve finale le sujet Un hôtel pour le siège central d'une banque d'État.

#### Concours
En parallèle de ses études, il participe à de nombreux concours d'architecture, en plus de ceux du prix de Rome : entre 1892 et 1899, il obtient plusieurs récompenses et distinctions pour des projets intéressants, tels un escalier pour une bibliothèque (première médaille en 1892), un établissement thermal (deuxième médaille en 1893), un jardin d'acclimatation (concours Edmond Labarre en 1896).
Sa première admission au concours du prix de Rome date de 1894 : le sujet est une école centrale des Arts et Manufactures, et il n'obtient aucune récompense. En 1895, le sujet est un palais pour les Expositions et les Fêtes, il obtient le deuxième second grand prix. En 1896, c'est un projet d'école supérieure de Marine. En 1897, une église votive dans un lieu de pèlerinage : il s'inspire pour celui-ci de la basilique du Sacré-Cœur de Montmartre, qui lui vaut le second grand prix. En 1898, il n'a pas de récompense. En 1899, le sujet est un hôtel pour le siège central d'une banque d'État : c'est la dernière année où il pouvait concourir, par rapport à son âge, mais il remporte le grand prix, ce qui lui permet de partir à la villa Médicis.

#### Séjour à la villa Médicis

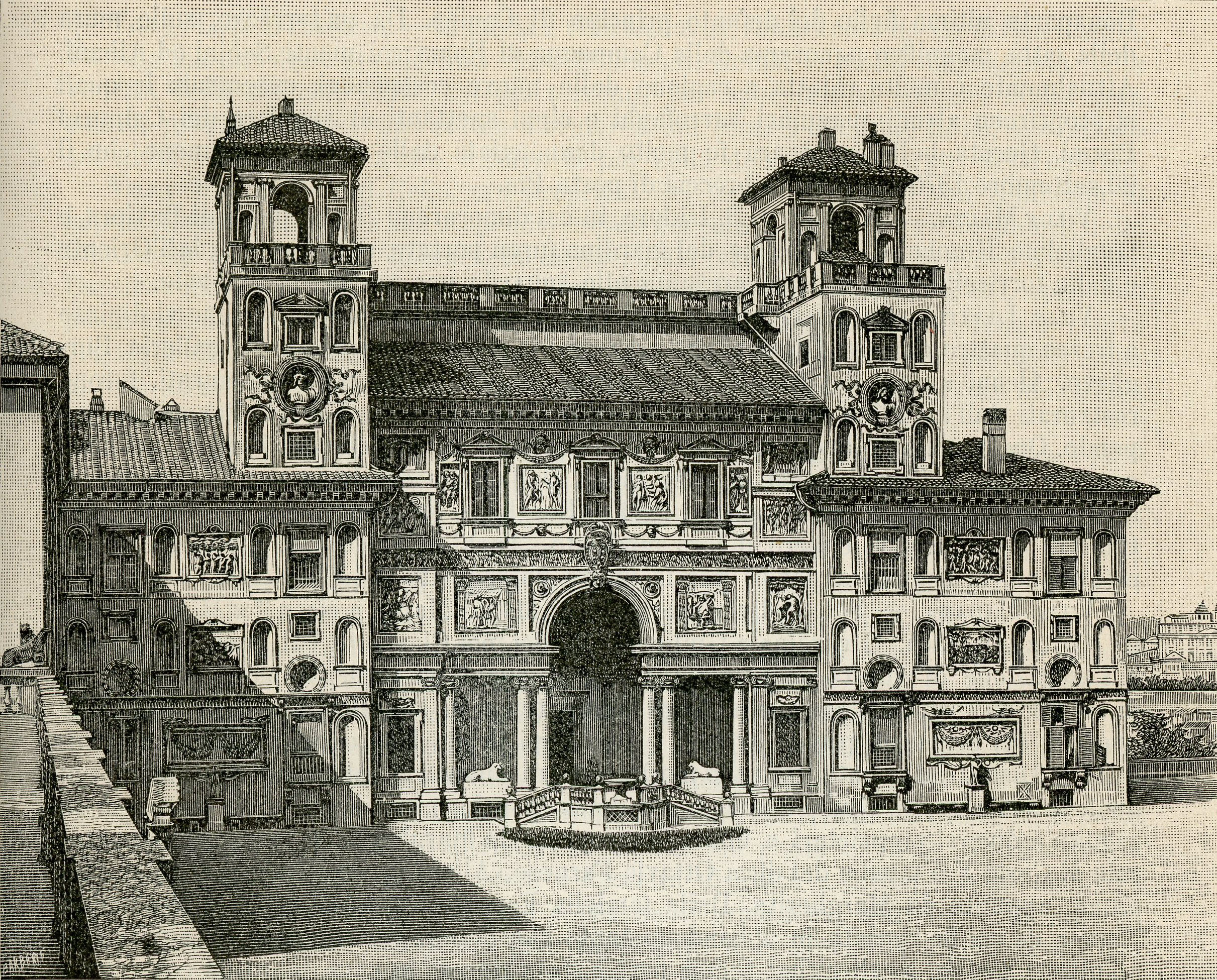
Vue de la villa Médicis en 1894.

Ce prix lui permet de séjourner à l'Académie de France à Rome (connue sous le nom de « la villa Médicis »), du 29 décembre 1899 au 31 décembre 1903. Il y réalise une série d'aquarelles représentant différents sites de la ville et se lie d'amitié avec un autre Lyonnais qui remporte en même temps que lui le grand prix de sculpture : André Vermare. Il y côtoie également Georges Rouault et Florent Schmitt.
C'est aussi à Rome que Tony Garnier commence à travailler sur son projet de Cité industrielle. Les maîtres de l'Académie sont très stricts et imposent à tous leurs pensionnaires de travailler sur des relevés et de reconstitutions de monuments antiques. Plusieurs élèves, dont Tony Garnier, s'opposent à ce principe et travaillent en priorité à leurs conceptions modernes, accomplissant négligemment les devoirs antiques. Ainsi, la première année, en 1901, il rend une seule feuille sur le sujet imposé du Tabularium contre deux pour sa Cité idéale. Au début de l'été, l'Académie passe les devoirs en revue et le critique sévèrement : non seulement il ne s'est pas conformé à ses obligations, rendant selon eux une feuille « plus que sommaire », mais il a en plus été provocant, au point que le jury pense à censurer la feuille sur laquelle il a inscrit : « Ainsi que toutes les architectures reposant sur des principes faux, l'architecture antique fut une erreur. La vérité seule est belle ». Les deux feuilles de sa Cité sont finalement exclues, l'Académie souhaitant couper court à l'idée que les pensionnaires puissent se soustraire à leurs obligations.
La seconde année, il se conforme au règlement et envoie cinq dessins de l'arc de Titus et cinq d'après l'Église Santa Maria in Cosmedin, mais l'Académie le critique sévèrement, l'accusant de les avoir réalisés « avec un ennui visible ». Il est probable qu'il ait de nouveau donné la priorité à l'élaboration de sa Cité. La troisième année, il choisit la cité antique de Tusculum, qui correspond aux sujets imposés tout en étant proche de ses travaux sur la Cité industrielle : il est alors critiqué sur le manque de clarté et de précision de ses dessins, ainsi que sur l'absence des périodes du Moyen Âge et de la Renaissance qu'il lui est demandé de traiter pour l'année suivante. En 1902, l'Académie avait autorisé le traitement d'un sujet moderne, pour le supplément uniquement, en dernière année. Tony Garnier essaie alors en vain de présenter sa Cité comme travail réglementaire. En 1904, il présente donc à nouveau Tusculum, en treize planches reconstituant la ville entière, sans fournir le mémoire explicatif demandé. L'académie le trouve remarquable par son imagination, mais ne fait aucun commentaire sur le supplément de sa Cité industrielle. Elle autorise toutefois la publication de l'ensemble, ce qui permet de faire connaître pour la première fois la Cité au public.
Dans le cadre de ses études à Rome, il fait un voyage en Grèce.
Durant cette même période, Garnier expose ses aquarelles au Salon des artistes Lyonnais. En 1903, il fait également la demande auprès de la Commission consultative et de surveillance des musées pour que celui des beaux-arts fasse l'acquisition d'une des toiles qu'il expose. La commission refuse à une large majorité.

### Carrière à Lyon
Avec l'arrivée d'Édouard Herriot à la mairie de Lyon en 1905, de grands travaux lui sont confiés, notamment dans l'est lyonnais, théâtre de la principale extension urbaine de Lyon à cette époque. Son cabinet d'architecte ouvert au 4 place Sathonay en 1904, se déplacera finalement au 331, cours Gambetta en 1916. Toutefois, une césure importante est soulevée entre les années 1900 et 1910 où Garnier promeut une architecture d'avant-garde et cherche partout à s'imposer, et les années 1920 et 1930, où il ne fait plus trop de concours, et semble ne plus rien dire de son art, ne plus rien proposer de nouveau. En particulier, Garnier semble ne pas avoir saisi l'immense opportunité de la reconstruction de l'immédiat après-guerre ; il ne participe ainsi plus aux multiples concours urbains qui fleurissent.

#### Les débuts: 1904-1908

##### Premiers projets architecturaux et urbanistiques

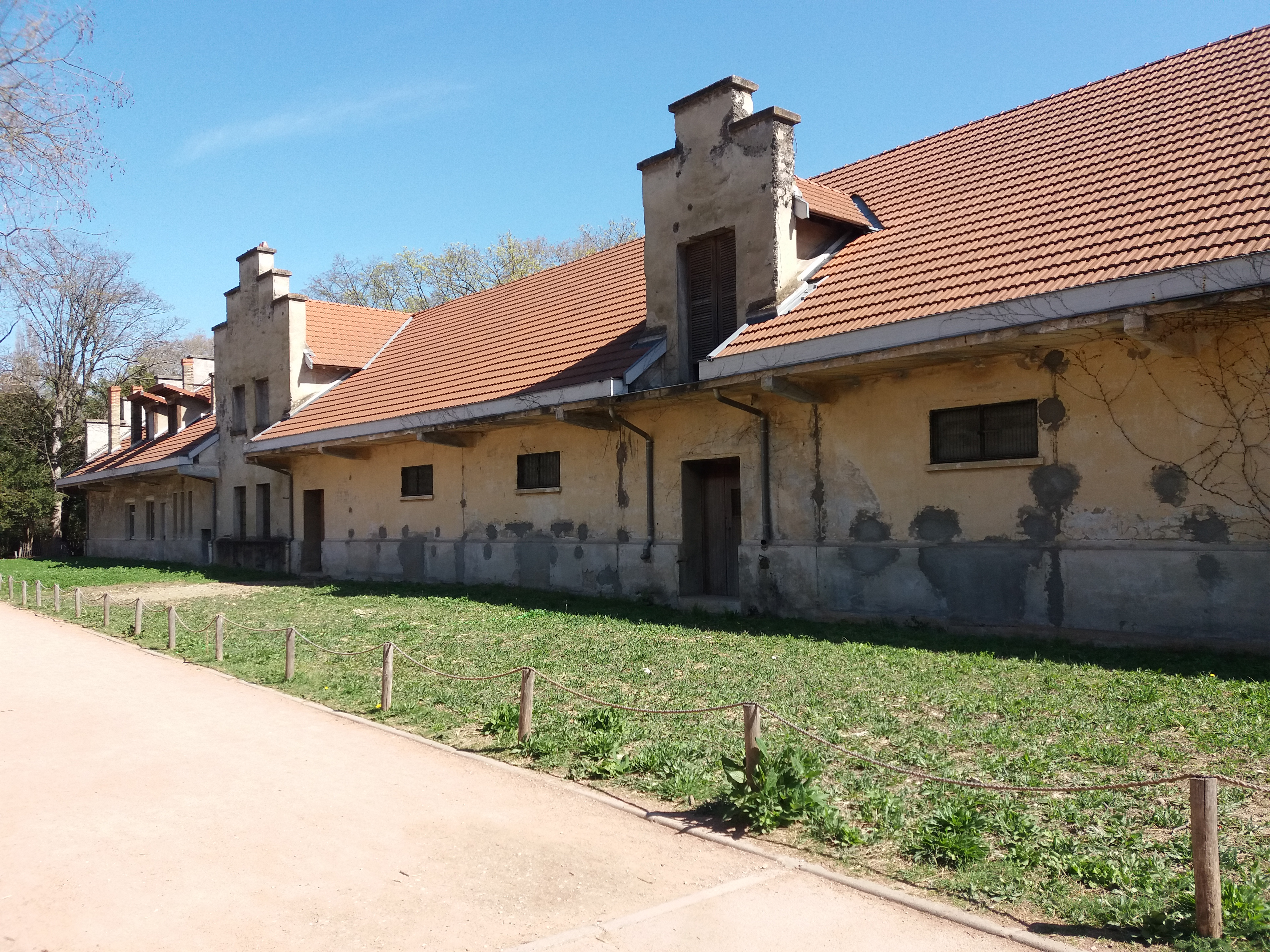
Vacherie du parc de la Tête d'or à Lyon.

Revenant d'Italie en 1904, il participe à plusieurs concours dans toute la France. À Lyon, il est contacté pour son premier projet, un lotissement de maisons bourgeoises, près du Parc de la Tête d'or, au niveau du boulevard du Nord. L'affaire ne se fait pas et cet échec, additionné aux autres concours où il n'est pas reçu, affecte Tony Garnier, qui reçoit au même moment une proposition de poste d'enseignant à Glasgow. Toutefois, son cabinet reçoit également une commande de la municipalité Augagneur pour une laiterie au parc de la Tête d'or. Ce projet, purement utilitaire et réalisé en 1904-1905, lui permet de faire valoir ses compétences auprès du maire, qui le recommande chaudement à son adjoint Édouard Herriot devenu son successeur.
Il fait partie alors des rares architectes français se réclamant d'une toute nouvelle vision de la ville qui est un mouvement international européen et légiféré en France. Ce mouvement — qui est par ailleurs mis à l'épreuve aux États-Unis — a comme promoteur la ville industrielle de Lyon,. Cela devient une discipline pour l'époque, l'urbanisme.
Tony Garnier s'engage ainsi sur les premiers projets proprement urbanistiques français : un ambitieux programme parisien lancé par la Fondation Adolphe-de-Rothschild et la rénovation du quartier de la Bourse à Marseille.
Pour le concours de la Fondation Rothschild, il s'agit d'un premier exemple français de demande d'organisation du parc immobilier en « unité de voisinage » ; et Garnier propose un projet novateur et ambitieux, mêlant ses propres considérations urbanistiques aux conditions imposées par le concours. Il est retenu par le jury pour le deuxième degré de la compétition, où il propose un projet achevé. Il est intéressant de noter que plusieurs aspects novateurs de ses ébauches initiales sont reprises par plusieurs autres participants, notamment le fait d'éviter la présence de cours fermées ou des dispositions générales.
Pour la rénovation du quartier de la Bourse, Garnier a été contacté avant même le lancement du concours pour le député Maximilien Carnaud pour sa préparation, en raison de la complexité des problèmes soulevés. Garnier participe ensuite au concours en proposant quatre variantes et y reçoit le second prix.
En 1905, Garnier intègre également le service architecture des Hospices civils de Lyon. Il y prépare une nouvelle pharmacie centrale qui ne sera pas réalisée.

##### Professeur à l'école régionale d'architecture
À son retour de Rome, Garnier entreprend des démarches auprès du nouveau maire, Édouard Herriot, afin d'obtenir son recrutement dans la nouvelle école régionale d'architecture de Lyon créée en 1906 et installée au Palais Saint-Pierre et placée sous la direction de Sicard. Nommé en 1907, Garnier est chargé d'un cours de construction et commence à enseigner réellement l'année suivante en raison de la faiblesse du recrutement dans cette école naissante. Il entame alors une carrière d'enseignement qui durera 30 ans.
Alors que l'école des beaux-arts propose les cours magistraux (mathématiques, géométrie, dessin), la nouvelle entité, sur la proposition de Garnier, ouvre des ateliers, notamment destinés aux aspirants de la classe préparatoire au concours d'admission. Jusqu'en 1914, la direction de l'atelier est assurée par Eugène Huguet, qui dispense ses cours à une cinquantaine d'élèves dont Robert Giroud, Michel Roux-Spitz, Alfred Audoul. Parmi ses premiers élèves figure également Louis Thomas qui devient, dans l'entre-deux-guerres, l'un des principaux collaborateurs de Garnier.
Pendant la Première Guerre mondiale, les effectifs de l'école se réduisent, amenant Édouard Herriot à prononcer sa fermeture complète en 1917. En 1919, Garnier est appelé à prendre la succession de Huguet, décédé en 1914, à la tête de l'Atelier qui est déplacé montée du Gourguillon. Retenu par de nombreuses autres sollicitations (esquisses du quartier des États-Unis, Exposition des arts décoratifs de 1925), Garnier semble avoir abusé de remplacements, amenant à un rappel à l'ordre du directeur de l'école. En 1924, il reprend effectivement ses fonctions et notamment un cours de construction qu'il assure pendant quelques années. À partir de 1932, son assistant Bourdeix le relaie et Garnier s'écarte progressivement avant de prendre sa retraite en 1937.
Tony Garnier dans son enseignement, accepte aisément les idées qui sont éloignées de ses habitudes et aide volontiers son initiateur à la concrétiser, le plus souvent au moyen de schémas fourni sur le champ, et d'une grande clarté. Au sein de cette école, il enseigne ainsi entre autres à Germain Grange, Georges Bovet, Georges Dengler, Jean-Baptiste Mathon ou Jean Couty.

##### Membre de la Commission du musée des Beaux-Arts
En 1907, Tony Garnier intègre la Commission consultative et de surveillance des musées de Lyon ; il occupe cette fonction jusqu'en 1939. Il est régulièrement présent lors des séances de la commission, mais s'exprime rarement. Ainsi, une seule intervention est signalée dans les registres, en 1919, lorsqu'il conteste l'acquisition d'un dessin de Greuze, qu'il estime de qualité insuffisante. Il a également des relations régulières avec le musée au travers de demandes de moulages d'œuvres conservées, tel le masque de femme gréco-romaine à l'expression tragique. En 1907, il fait également partie de la commission chargée de réfléchir à l'aménagement de l'église Saint-Pierre pour en faire une salle de sculpture. La commission conclut à la nécessité de travaux importants démolissant la voute et la charpente sur trois travées pour faire entrer davantage de lumière. Cette opération est abandonnée pour des raisons financières. Enfin, en 1917, Garnier propose au directeur Henri Focillon un plan pour modifier le jardin et en faire un musée lapidaire en plein air.

#### Avec Herriot, l'essor des grands travaux municipaux: 1906-1918

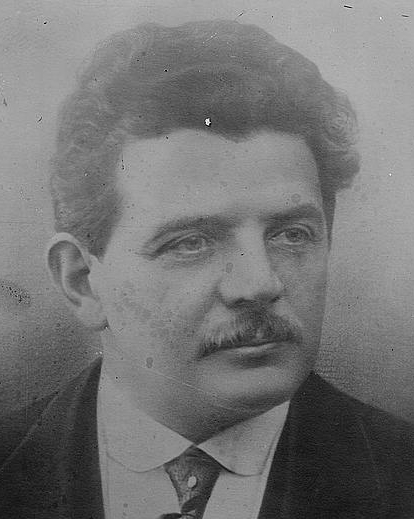
Édouard Herriot, jeune maire de Lyon.

##### 1906-1908: les abattoirs de la Mouche
Herriot relance un projet ancien, celui de construire un abattoir moderne dans le quartier de la mouche. Tony Garnier sollicite une entrevue avec le nouveau maire et les deux hommes s'entendent immédiatement. Chargé du projet, Garnier se lance dans un plan très ambitieux, d'une modernité résolue, en réfléchissant dans une organisation horizontale à l'optimisation de la circulation, en anticipant la mécanisation du travail, et en recherchant la rationalisation des tâches qui y seront accomplies. Sur un terrain de 230 000 mètres carrés, il installe le grand marché aux bovins dans une halle (le Grand Hall) de 210 mètres par 80 et dans les annexes deux portails fonctionnels pour l'entrée des bovins et la sortie de la viande.
Quoique inachevés pour leur fonction finale, les lieux accueillent en 1914 l'exposition universelle prévue et sous-titrée : la « Cité moderne ». Tony Garnier en dessine une des affiches. L'exposition est arrêtée par la guerre.
Les travaux de l'abattoir sont repris après le conflit et l'inauguration finale a lieu en 1928.

##### 1909: l'hôpital Grange-Blanche
En 1909, Garnier reçoit commande d'un hôpital pour la ville, dans le nouveau quartier de Grange Blanche. La municipalité ayant l'ambition de bâtir un complexe hospitalier selon les principes les plus modernes décide de faire un voyage pour aller en examiner plusieurs en Allemagne et au Danemark. La commission qui prend le départ comprend Édouard Herriot et Tony Garnier. Ils visitent alors Francfort-sur-le-Main, Berlin, Hambourg, Cologne et Copenhague.

##### 1910-1914: l'Exposition internationale de Lyon
Garnier définit et encadre le projet Exposition internationale urbaine de Lyon de 1914. Sur l'extrémité du confluent et le quartier de Gerland déjà industrialisé, il applique sa vision urbaine. Cette proposition est bien établie dans la « Cité industrielle » imaginaire qu'il a créée.
En prévision de l'exposition, l'idée de construire un stade à proximité est lancée pour la section « Sport et Éducation » de l'évènement. Tony Garnier en réalise les plans mais le temps manque et l'exposition ne peut en bénéficier. Les travaux sont entamés seulement en 1916, et terminés en 1926.

##### 1917: le quartier des États-Unis

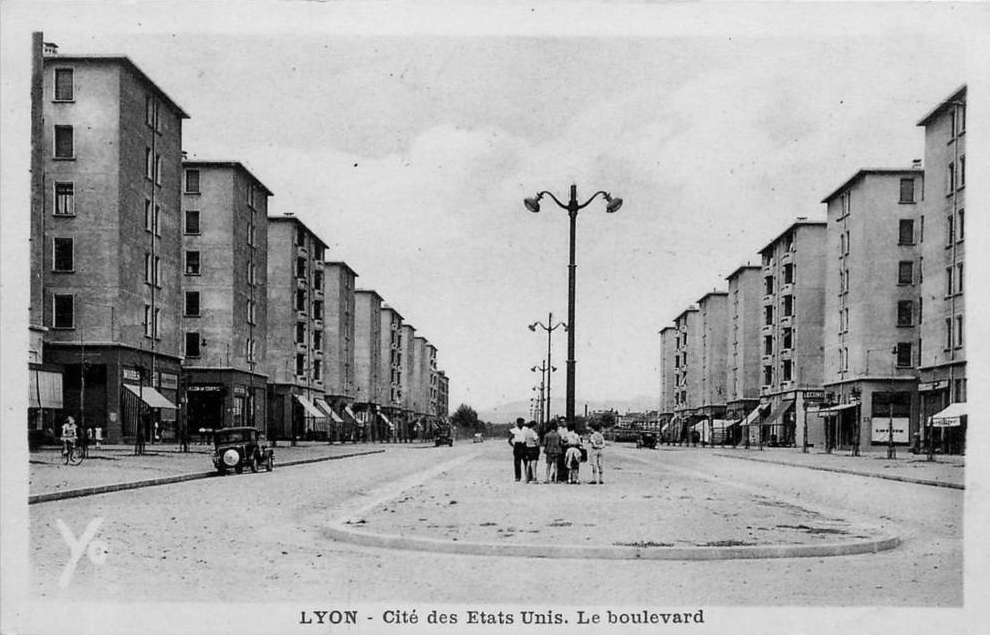
Le boulevard des États-Unis à Lyon en 1923.

En 1917, la municipalité lyonnaise décide de bâtir entre la Guillotière et Vénissieux un quartier d'habitations à bon marché, le premier de France. Tony Garnier, a qui la commande est passée, déploie un projet complètement en accord avec ses conceptions urbanistiques : des immeubles bas, avec un bâti peu dense, un quartier entièrement pensé pour former un corps cohérent dans son ensemble. La ville accepte son projet et crée un Office public d'habitations à bon marché chargé de le gérer. Ce projet prend le nom de « cité des États-Unis », du nom du boulevard qui vient d'être tracée et autour duquel il s'articule. Il achève le projet en 1920. Toutefois, le chantier fait rapidement face à des soucis financiers et dès 1921, le conseil municipal décide de le construire par étapes, sans tenir compte de l'importance de la cohérence d'ensemble.
Puis, dès 1923, Herriot s'appuyant sur la mairie impose à Garnier d'augmenter la capacité d'accueil du quartier en rehaussant les immeubles et en densifiant le bâti. Garnier proteste et défend fortement la logique de son projet, mais il n'obtient pas gain de cause. Lorsque le quartier est inauguré en 1934, il ne correspond qu'imparfaitement aux ambitions de son créateur.

#### Les années 1920: les projets de monuments aux morts et les travaux hors de Lyon
Les travaux des grandes réalisations d'avant-guerre s'étant arrêtés durant le conflit, l'immédiat après-guerre est consacré pour Garnier au redémarrage difficile des chantiers.

##### Les projets de monuments aux morts
Après la Première Guerre mondiale, Garnier se lance dans de nombreux projets d'édifices funéraires, souvent grandioses ; dont le plus emblématique est un gigantesque temple à l'antique destiné à couronner la Croix-Rousse. Quand la mairie lance en décembre 1920 un appel à candidature pour un monument aux morts sur Lyon, Tony Garnier présente pas moins de six projets, et c'est celui du temple sur la Croix-Rousse qui est retenu. Toutefois, à la vue de son coût énorme, il est remplacé par un autre toujours de Garnier, sur l'île-aux-cygnes du parc de la Tête d'or. Le monument est inauguré en 1930.

##### Projets en dehors de Lyon
Tony Garnier travaille durant le début des années 1920 à de nombreux projets situés en dehors de Lyon. En 1923, il propose un projet pour le sanatorium de Saint-Hilaire-du-Touvet. En 1924, sans répondre à l'appel d'offre, il compose des croquis préparatoires pour le siège de la Société des Nations. Il réutilise ces croquis pour bâtir le pavillon de la Ville de Lyon à l'Exposition des arts décoratifs de Paris en 1925.
En 1907, il participe et gagne le concours d’architecture pour la construction d'un nouvel abattoir pour la ville de Reims, mais qui ne sera jamais mis en œuvre.

#### Les années 1930: l'aboutissement des projets
Après la finalisation des abattoirs de la Mouche en 1928, c'est pour Tony Garnier l'aboutissement de ses principales réalisations : le Monument aux morts de Lyon en 1930, la cité du quartier des États-Unis et l'hôpital Grange-Blanche tous deux ouverts en 1933, et enfin la mairie de Boulogne-Billancourt achevée en 1934.
La ville de Lyon rendit hommage à l'architecte en inaugurant le 24 octobre 1937, un buste en bronze peint signé Louis Prost, à l'entrée de l'un de ses principaux chantiers, l'hôpital Édouard Herriot.
En 1938, Tony Garnier quitte définitivement Lyon pour prendre sa retraite à Roquefort-la-Bédoule. Il quitte en même temps ses fonctions à l'école régionale d'architecture de Lyon, qu'il laisse entre les mains de Pierre Bourdeix.

### Vie artistique
En 1917, Garnier publie enfin sous forme de recueil son projet de Cité industrielle, qu'il a peaufiné presque vingt ans durant.
Il est honoré, en 1925, d'une exposition au musée des Arts décoratifs de Paris, première manifestation qui lui est consacrée en dehors de sa ville natale.

### Décès et postérité

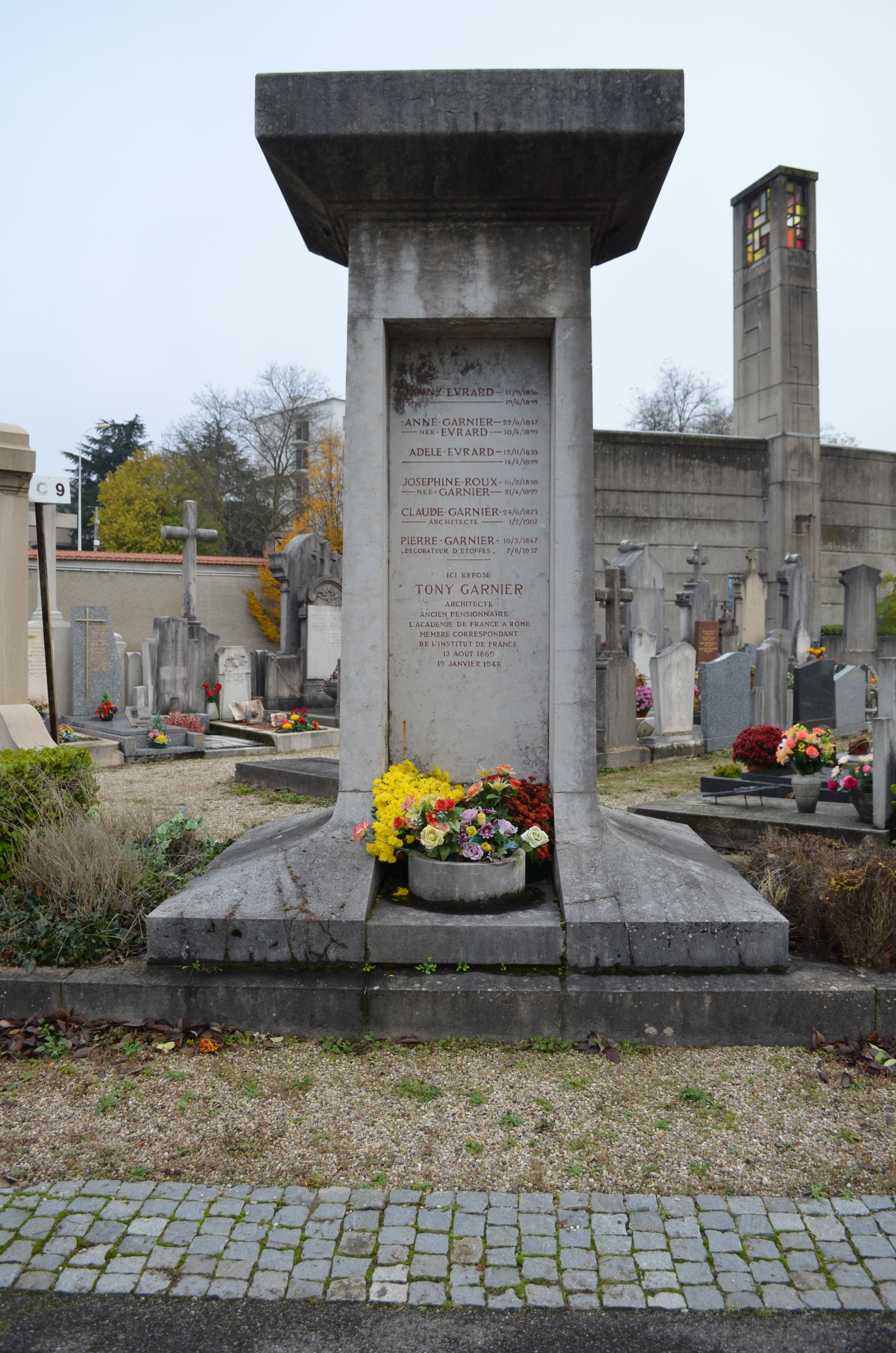
Tombe de Tony Garnier, Lyon, cimetière de la Croix-Rousse.

Tony Garnier meurt le 19 janvier 1948 à Roquefort-la-Bédoule. Son domaine situé aujourd'hui sur Carnoux-en-Provence comprend une bastide et un parc portant son nom depuis 2016. Son corps est transféré à Lyon le 21 novembre 1949, au cimetière de la Croix-Rousse, où il est enterré dans le caveau familial. Sa postérité est particulièrement importante à Lyon, mais aussi en Europe et, au-delà, jusqu'en Amérique du Nord.
La veuve de Tony Garnier donne au musée des Beaux-Arts de Lyon un ensemble d'œuvres de son époux. Ce legs est complété par un dépôt de l'État. Le musée consacre actuellement une salle permanente à Garnier où sont exposées une vingtaine de pièces.

#### Expositions sur Tony Garnier
Dès 1949, une exposition retraçant les différents aspects de son art, architecture, peinture et dessin, est organisée à la chapelle du Lycée Ampère.

#### Le Comité des amis de Tony Garnier
Un groupe d'amis et d'admirateurs de Tony Garnier se regroupent après son décès pour perpétuer et honorer sa mémoire. Ils fondent une association qui, au début comprend le ministre de l'éducation nationale, Émile Bollaert, Adolphe Boschot, Auguste Perret, Paul Tournon, Auguste Patouillard-Démoriane, Jacques Duvaux, Marcel Genermont, Jean Bernard, André Allix, Paul Bellemain, Pierre Renaud, René Jullian, Louis Perrin, Marsot, Louis Pradel, Antoine Charial, Henri Prost, Michel Roux-Spitz, Alfred Audoul, Jean-Baptiste Mathon, Georges Dengler, François Maire, Pierre Verrier, Francisque Chaleyssin, Louis Weckerlin, Antonin Chomel, Pierre Bourdeix, Louis Piessat, Jacques Janin, mais également d'anciens élèves et quelques personnalités tels le président de l'Académie de Lyon et le maire de Saint-Rambert-l'Ile-Barbe. Leur première action est, à la demande de la veuve de Garnier, de récupérer et transférer l'œuvre pictural de l'architecte, au musée des Beaux-Arts de Lyon pour la plus grande partie, et à l'Ordre des architectes pour 28 autres pièces. Lors de l'opération, le comité décide de produire une exposition avec ces œuvres. Elle a lieu dans la chapelle du lycée Ampère entre le 8 juin et le 2 juillet 1949. Les membres du comité font ensuite publier en 1951 un volume de planches préfacé par Édouard Herriot et complété d'une biographie de Louis Piessat.

## Idéologie et principes directeurs

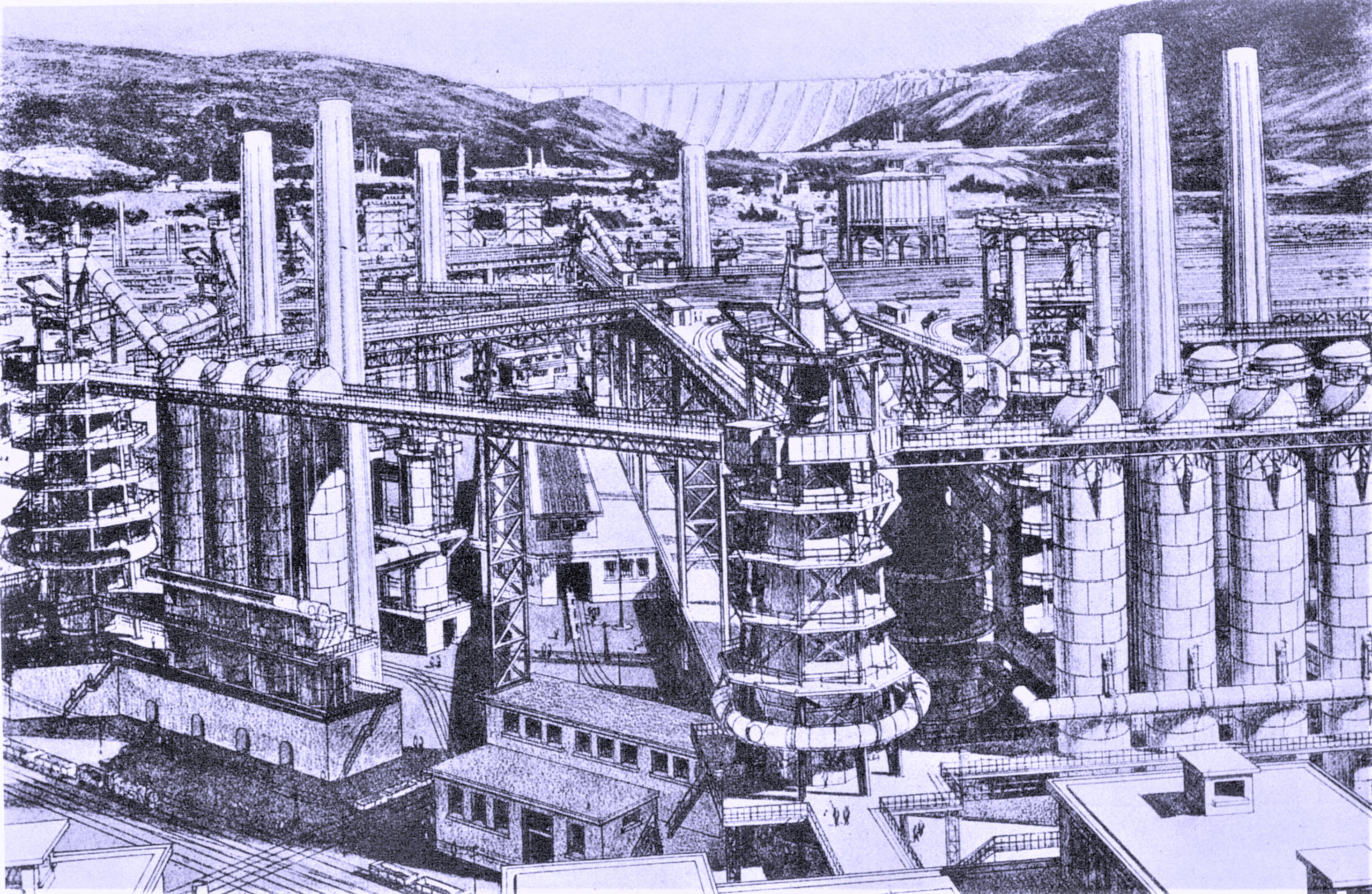
Tony Garnier, La Cité industrielle, 1901-1904. Les hauts-fourneaux.

Tony Garnier a construit avant ses grandes réalisations un projet intellectuel destiné à son époque qui est vue de façon globale. Il s'agit de poser de nouveaux fondements en France à l'urbanisme. Marqué par une origine croix-roussienne et populaire, adhérent aux idéaux socialistes, il a la volonté de traduire dans l'espace urbain les rêves d'une société égalitaire et apaisée. Dès ses années à Rome, il entreprend de construire un ensemble cohérent dans son projet nommé « Cité industrielle », où il met sur papier son projet dans sa globalité.

### Contexte
L'architecture en France à la fin du XIXe siècle et au début du XXe siècle est tiraillée entre une évolution technique constante et des réalisations majoritairement classiques, où l'ornement cache les structures classiques en briques, et les structures nouvelles de briques alvéolaires, béton et acier. Du point de vue technique, Tony Garnier fait sa formation et commence sa carrière avec un usage devenu bien établi de l'acier de la brique alvéolaire et l'arrivée du béton. 

En revanche, l'urbanisme en tant que discipline est sinon absente, très « négligée » en France à l'aube du XXe siècle; Elle est cependant depuis la fin du XVIIIe siècle au cœur des préoccupations pratiques de protection de la propriété privée et de la liberté d'habiter avec mode de vie en consommation plus ou moins autarcique, en même temps qu'existe les débuts de l'hygiène scientifique,.
Contrairement à la majorité des architectes de son époque, Garnier n'est pas issu du monde bourgeois. Membre durant l'Affaire Dreyfus de la « Société des amis de Zola », protestataire en faveur du colonel Picquart, ses idées socialistes influencent fortement sa vision du vivre ensemble et de comment doit être une ville moderne. Ce socialisme est néanmoins pétri d'humanisme. Son esprit contestataire se manifeste dès ses années d'étude à Rome, où il rejette autant que possible les obligations formelles de son séjour pour se consacrer entièrement au développement intellectuel de ses idées d'urbaniste.

### Une Cité industrielle

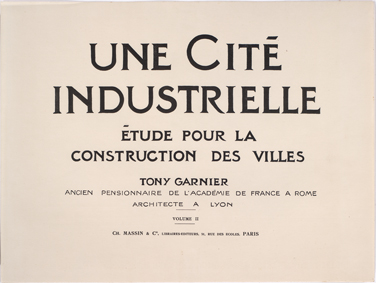
Page de titre de Une Cité industrielle de Tony Garnier, 1917.

Tony Garnier n'a jamais écrit d'ouvrage théorique, ni publié dans des revues pour exposer ses idées. Il est en revanche l'auteur d'une utopie urbanistique richement illustrée proposant une ville idéale s'appuyant sur une séparation des fonctions urbaines et des activités, qu'il présente comme mémoire final au grand prix de Rome. Il y propose Une Cité industrielle de 35 000 habitants entièrement en béton armé et verre, ce qui suscite le mépris des académiciens du jury et de ses confrères français à son retour. Ce projet, exposé en 164 plans précis jusque dans les moindres détails de construction, influence par la suite les modèles théoriques d'urbanisation des premières années de l'Union soviétique. On peut voir des reproductions de certaines de ses planches au musée urbain Tony Garnier (quartier des États-Unis à Lyon). Cette cité industrielle sépare les fonctions urbaines et rejette les activités industrielles, polluantes et sources de nuisances au loin, et au fond des vallées.

### Principes d'urbaniste

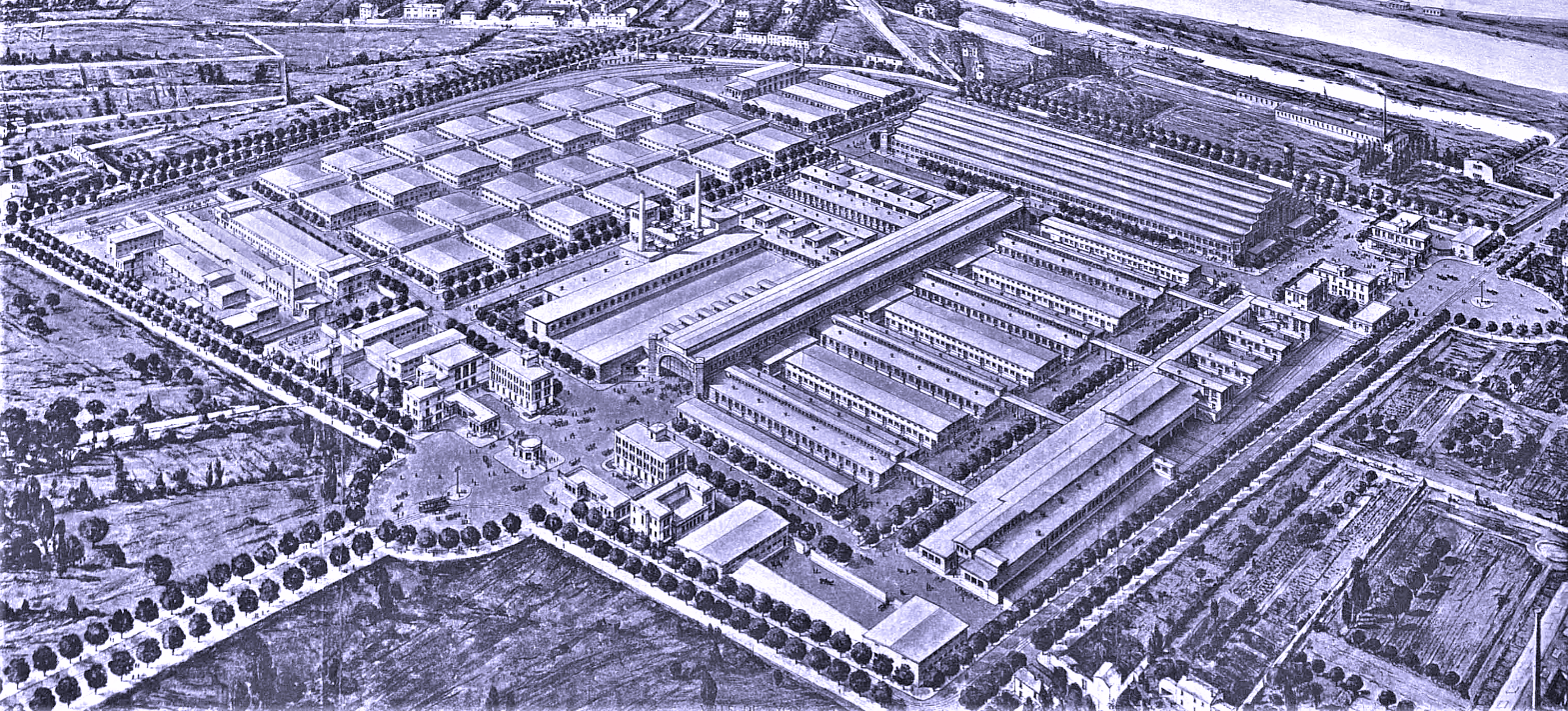
Tony Garnier, abattoirs de la Mouche, Lyon, 1909.

Cet architecte lyonnais emblématique, au style particulièrement reconnaissable, conçoit ses ensembles — tels l'hôpital Herriot ou la cité des États-Unis — comme une cité en miniature, dans le sillage des grandes utopies socialistes du XIXe siècle, et s'appuyant sur le principe des cités-jardins qui sont réalisées à la même époque en Europe et aux États-Unis. Le projet de cité industrielle « idéale » est pensé sans police, prison ou caserne. Garnier se place ainsi pleinement dans le registre d'une vision autant sociale qu'urbanistique des villes. « La cité industrielle apparaît comme la synthèse de toutes les préoccupations hygiénistes, philanthropiques et sociales de son temps ».
L'urbanisme progressiste est le principe urbain décliné par Tony Garnier à partir de sa cité utopique. Tony Garnier a écrit le « premier manifeste de l'urbanisme progressiste avant la charte d'Athènes ». De fait, il sépare dans la zone urbaine les fonctions des édifices et les flux de circulation des objets et des personnes entre ces bâtisses et parcs, il anticipe l'usage de l'automobile (qui deviendra très individuelle) après avoir fait le constat de la nécessité du train (des transports sur rail),.

#### Tony Garnier, urbaniste avant-gardiste?
Tony Garnier ne s'est jamais affirmé comme urbaniste, quand bien même il est le premier architecte à avoir dessiné une ville entière, dans toutes ses fonctions et modalités. Il est le premier également à faire un usage extensif du béton armé, en particulier pour les édifices officiels. Il est également le premier à penser une ville avec son industrie, ses sources d'énergie ; il est le premier à dessiner une usine métallurgique. Enfin, il est le premier architecte en France à marquer de son empreinte une ville entière.
Toutefois, Tony Garnier ne s'est jamais affirmé ni urbaniste, ni moderne. Il ne s'impose pas à Lyon dans les comités et lieux de décision qui pensent la ville, même s'il y est présent. Lorsque la Société française des architectes et urbanistes se fonde en 1911, il ne s'y inscrit pas, et ne les rejoint jamais.
Garnier est donc contemporain d'urbanistes dont la renommée va largement éclipser la sienne. Ainsi Frank Lloyd Wright, dont la carrière dépasse la Seconde guerre mondiale, utilise aussi largement le béton, mais dans un style encore longtemps Arts and Crafts. Auguste Perret utilise le béton très largement dans l'entre-deux guerres, mais en se maintenant dans une tradition classique et toujours avec des pierres de taille. Par ailleurs, ces réalisations des années 1920 et 1930 sont avant tout purement architecturale. Il produit sa grande œuvre urbanistique avec Le Havre pour sa reconstruction après guerre.

### Principes d'architecte
En Europe, Adolf Loos propose en scandalisant des ouvrages d'une sobriété absolue. Il est par exemple suivi à Paris par le Belge Frantz Jourdain réalisant les magasins de La Samaritaine en 1902-1905 avec Henri Sauvage le français et sa construction en gradins d'HBM parisiens « sobres ».
La réflexion architecturale de Tony Garnier se caractérise par l'adoption de principes formels et typologiques forts, tels la recherche d'un rapport intérieur-extérieur et d'îlots dits ouverts, qui inspirent plus tard des architectes et des urbanistes. Ses maîtres mots sont le fonctionnalisme, l'espace, la lumière et la verdure. « Avec Tony Garnier, on est ainsi passé d'un coup au XXe siècle ».
« Les différents types d'édifices sont standardisés. ».
Avant le Bauhaus, Tony Garnier rompt avec la tradition encore largement dominante de plaquer des moulures et des décorations sur les bâtiments pour mettre en avant une structure, des lignes fortes et pures. Tony Garnier décrit ses intentions de la manière suivante : « Cette simplicité de moyens conduit logiquement à une grande simplicité d'expression dans la structure […] Qui ne voit aussi que l'emploi de tels matériaux permet, mieux que jamais, d'obtenir de grandes horizontales et de grandes verticales, propres à donner aux constructions cet air de calme et d'équilibre qui les harmonise avec les lignes de la nature ? ».
« Les constructions de Tony Garnier sont, dans leur utilisation du béton, moins audacieuses que ses dessins, et la rigueur de son stade ou de ses maisons à atrium traduit la nostalgie de l'antiquité ».

### Techniques picturales
Tony Garnier est un véritable peintre, la plupart de ses dessins, gouaches ou huiles ont été réalisés lors de ses séjours hors de Lyon. Il travaille généralement d'abord sur le calque, avant de se reporter sur le tirage. Il y ajoute des surcharges de crayon, d'encre de chine ou de gouache. Il gratte, souffle et enduit également le tout au fixatif. Garnier peint également à l'aquarelle, dans un genre proche de Raoul Dufy, ou François Vernet.
Il suit un apprentissage artistique solide à La Martinière à Lyon, en parallèle de ses études d'architecte. Ce qui lui permet d'exposer au Salon de Lyon en 1905. Ses élèves rapportent l'avoir vu dessiner tous les jours. Les nombreux dessins et esquissent réalisés par Tony Garnier lui servent d'approche théorique à son travail architectural. La publication de ces études en 1917 et 1932 de la Cité industrielle, et en 1920 des Grands Travaux de la Ville de Lyon montre l'importance de cette phase de conception.
Selon Héliane Bernard, dans les tableaux de Tony Garnier, la netteté de l'architecture est enveloppée de flous nuancés, avec des couleurs uniformes donnant à l'ensemble une touche lointaine et nostalgique : « on perçoit un sensualisme et une jouissance simples, un plaisir un peu paresseux du regard ».
D'après Jean-Jacques Lerrant, « le style du dessin est précis quand il convient et souvent concis, vif, nerveux, de suggestion et de synthèse. Les lointains griffés de la « Cité industrielle », les premiers plans, nets, sans bavure, les détails de Tusculum, au trait preste, les études nombreuses de monuments imaginaires, enlevées de manière alerte, avec un sens remarquable des valeurs, le paysage de Port-Miou témoignent d'un talent capable du « fa presto » suggestif comme de la rigueur ».

### Techniques de construction
Tony Garnier généralise l'utilisation du béton de mâchefer et les redents dans la construction

## Réalisations architecturales et urbanistiques

### La vacherie du Parc
La vacherie du Parc, laiterie municipale située dans le jardin zoologique de Lyon, au sein du parc de la Tête d'or, a été la première commande de la Ville de Lyon (1904-1905). Les travaux furent terminés fin 1906. Elle était destinée à fournir du lait aux orphelins lyonnais. Ayant un rendement insuffisant, elle ferma le 16 juin 1919 et fut convertie en fauverie dans les années 1920. L'édifice est maintenant un bâtiment administratif.

Vues de la vacherie du Parc
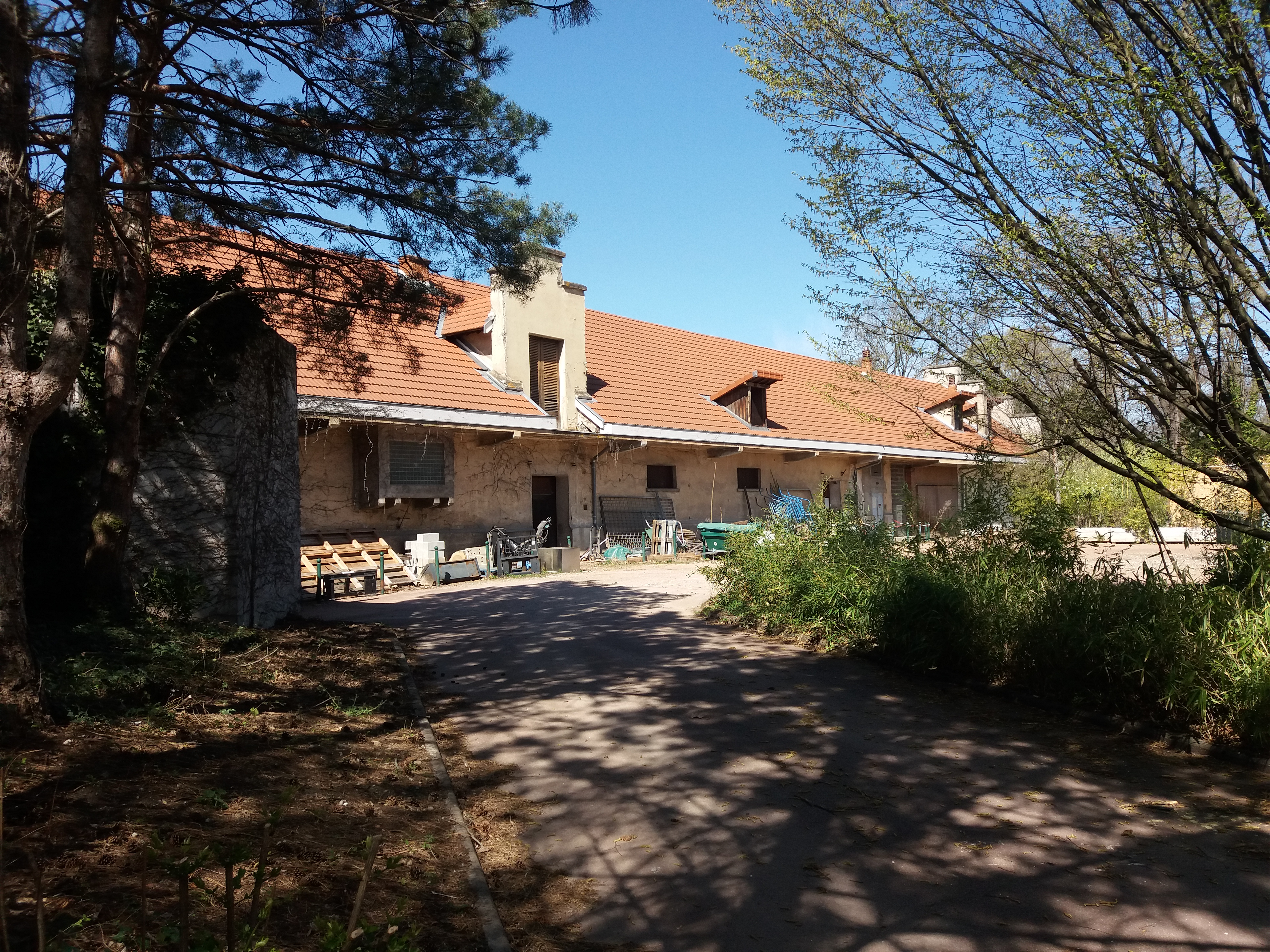
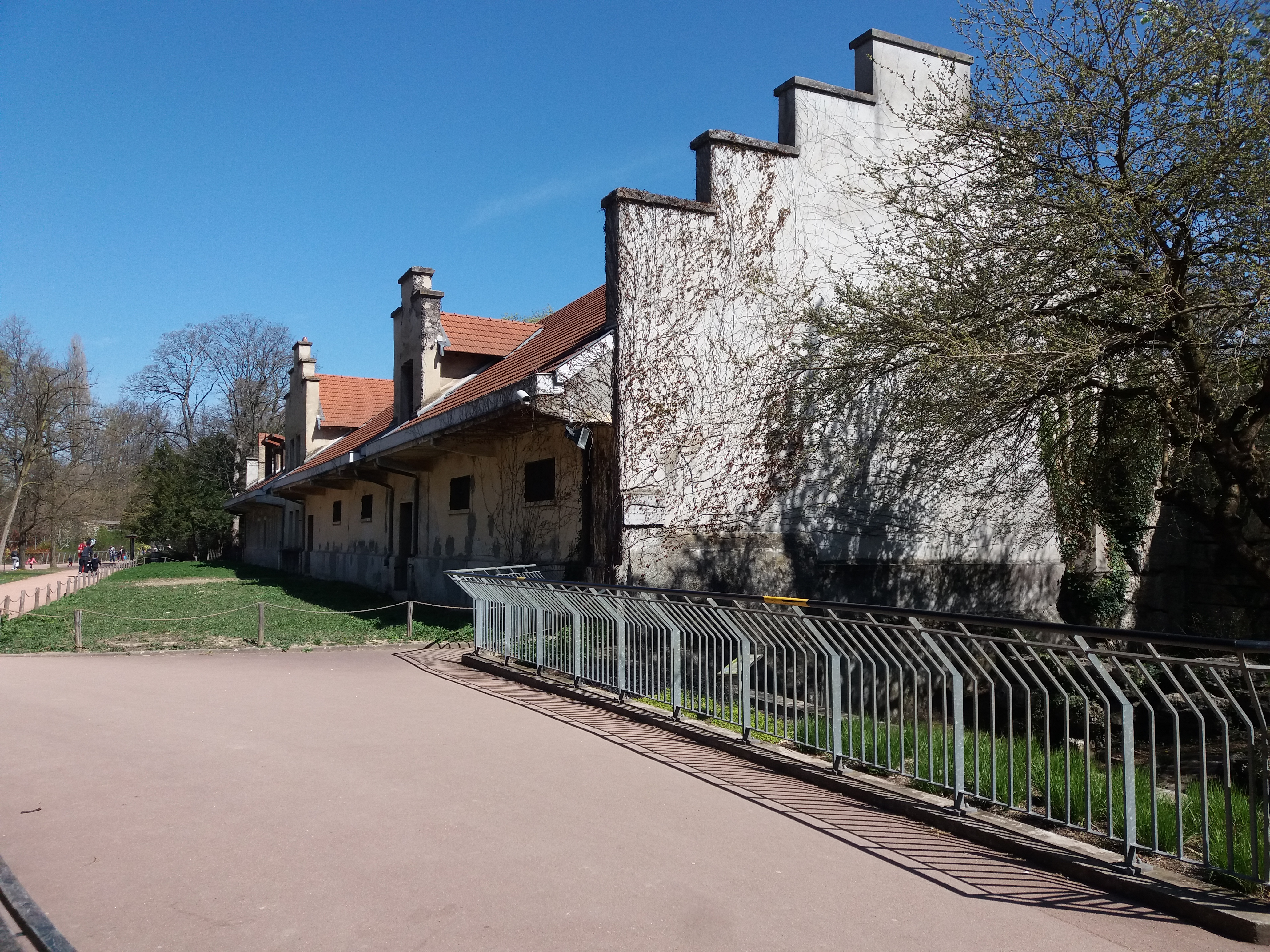

### Les abattoirs de la Mouche
La grande halle des abattoirs de la Mouche (1906-1932), vaste ensemble englobant la halle et les abattoirs incluant la halle Tony-Garnier (1909-1928), 20, place Antonin Perrin à Lyon 7e. Anciens abattoirs lyonnais à structure métallique, elle est classée monument historique en 1975. Cette halle mesure 210 m par 80 m. Elle est utilisée de nos jours comme salle polyvalente (expositions, spectacles, concerts, etc.), à la suite de la première rénovation réalisée par les architectes Reichen et Robert en 1988. Une deuxième rénovation par l'architecte Albert Constantin et l'Atelier de la Rize a eu lieu en 1999.
Le marché aux bestiaux et les abattoirs de Lyon constituent le premier projet d’envergure confié à Tony Garnier. Il en est désigné officiellement comme l’architecte, par le conseil municipal, le 30 juin 1906. Les travaux sont commencés en 1909. En 1914, l’ensemble, qui n’est pas achevé, accueille l’Exposition internationale urbaine « La Cité moderne ». Réquisitionnés durant la Première Guerre mondiale, les bâtiments sont affectés à la production d’armement. Les travaux reprennent en 1924 et aboutissent en 1928.
L’élaboration du projet dure deux ans et demi. Ce programme complexe réunit deux fonctions : des abattoirs ainsi qu’un marché aux bestiaux. Organisation horizontale, séparation des fonctions, rationalisation des circulations, tels sont les principes qui guident l’établissement du plan d’ensemble sur un vaste terrain de 23 000 m2. Les bâtiments sont organisés selon deux axes orthogonaux, formés par la rue couverte et la halle, dans le sens des opérations : gare, quais, écuries, marché, abattoirs, halls d’abattage et services. Dès 1914, les abattoirs de La Mouche furent unanimement salués par les critiques comme l’une des réalisations contemporaines les plus novatrices et contribuèrent fortement à la notoriété de Garnier.

Vues des abattoirs de la Mouche
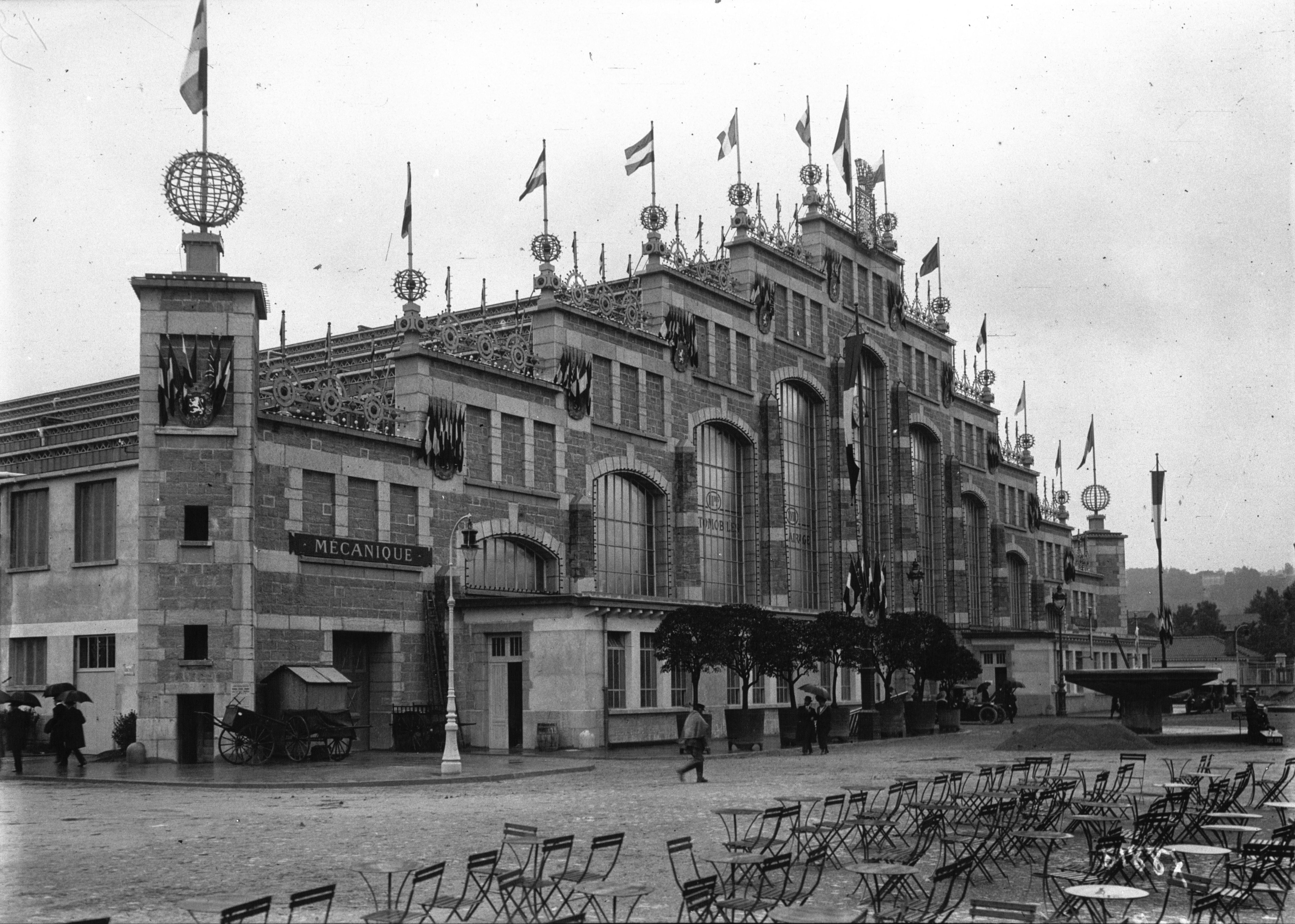
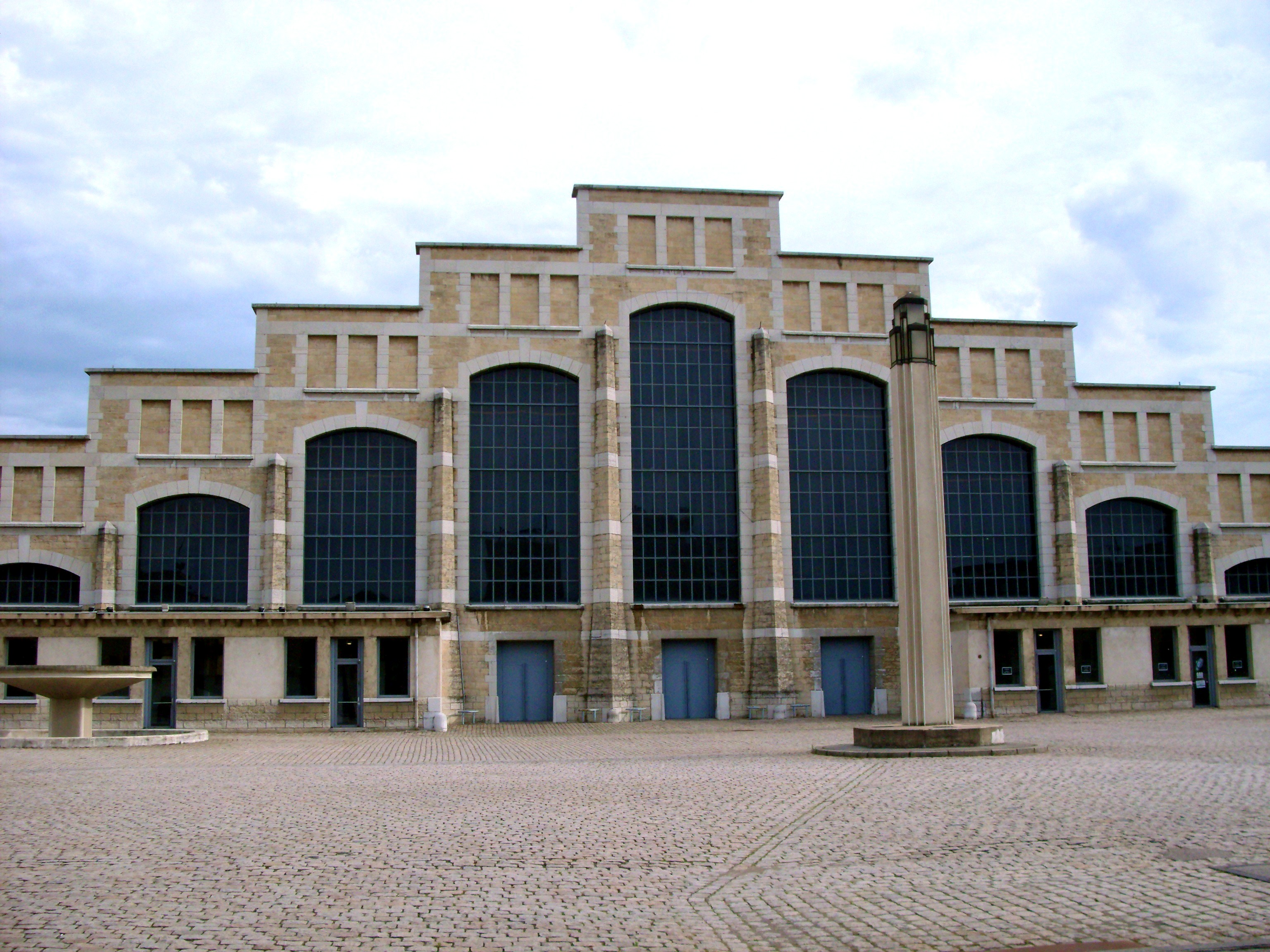
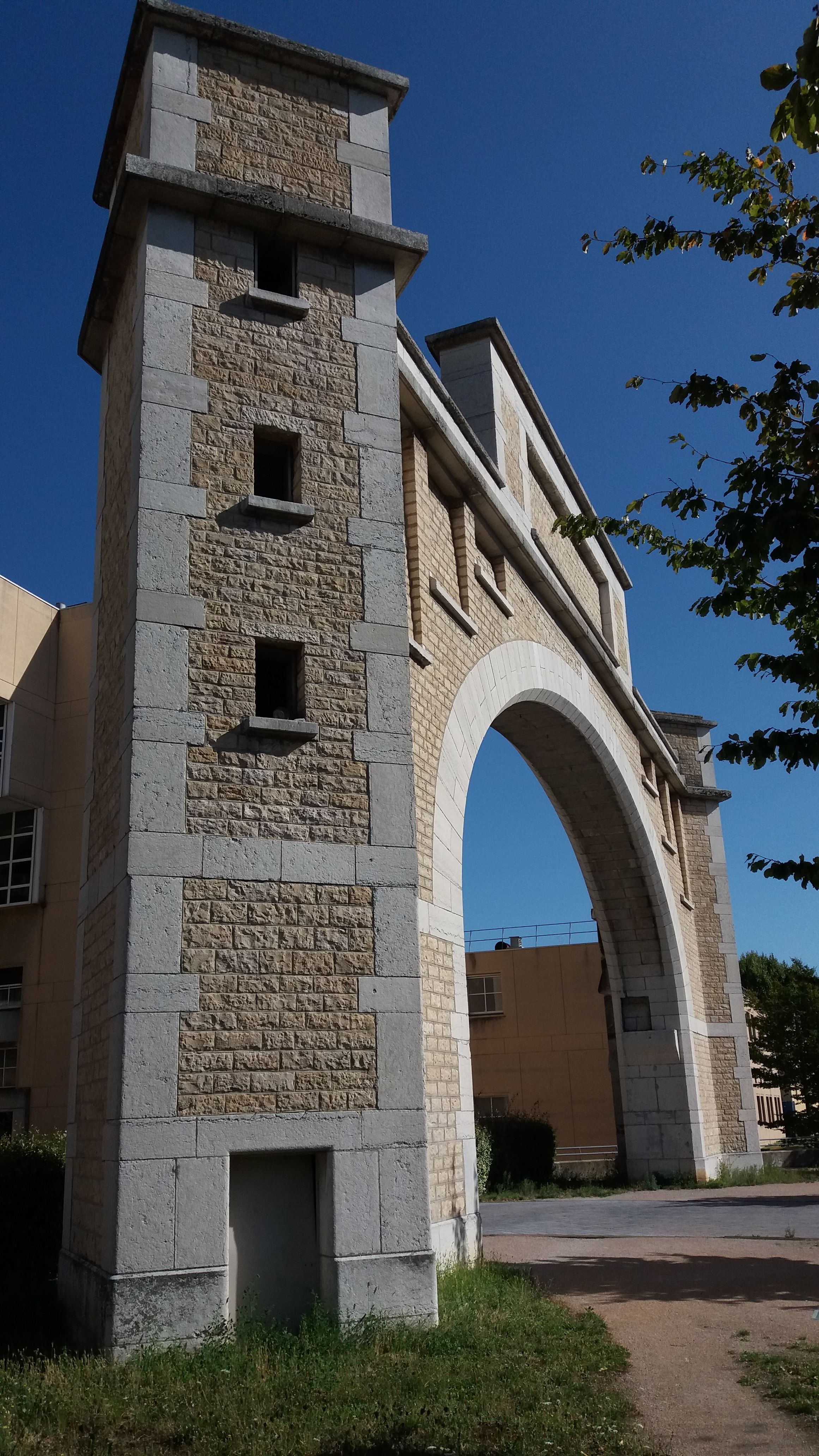

### L'hôpital Édouard-Herriot
L'hôpital Édouard-Herriot (anciennement Grange-Blanche) (1911-1933) est situé place d'Arsonval à Lyon 3e. Il s'agit aujourd'hui du plus grand hôpital de la région Rhône-Alpes. Sa particularité est d'être composé de multiples pavillons dédiés fonctionnellement dans un cadre de verdure, avec une circulation médicale par un réseau souterrain de coursives. Cette organisation est le reflet des principes hygiénistes appliqués à l'architecture depuis la fin du XIXe siècle jusqu'au milieu du XXe siècle.
Pour sa conception, Garnier prend appui à la fois sur ses principes développés plus tôt dans sa Cité industrielle, mais également sur les exemples visités de plusieurs hôpitaux récents. Peu après avoir reçu la commande, en 1909, il part avec une délégation municipale et le maire Édouard Herriot visiter des hôpitaux en Allemagne et au Danemark. Ils visitent alors l'hôpital municipal de Francfort-sur-le-Main, les hôpitaux Virchov et Schœneberg de Berlin, Ependorf et Saint-Grégoire à Hambourg, Lindesbourg à Cologne et les hôpitaux de Bisdepjaerg et Rigshopital à Copenhague. Les membres de la commission municipale sont convaincus par l'hôpital Bisdepjaerg car il représente alors le meilleur exemple du système pavillonnaire qu'ils recherchent, avec des bâtiments groupés dans de la verdure et des services reliés les uns aux autres par des voies souterraines.
De retour à Lyon, Garnier met en place un premier projet qui comprend les services suivants : chirurgie, médecine, services spéciaux et département des contagieux. Ce dernier est repoussé par la municipalité pour être remplacé par une section dévolue aux soins infantiles. L'un des principes directeurs de Garnier est la séparation absolue des différents départements, délimités par des zones de verdure, dans l'optique de construire une véritable cité-jardin pour malades.
(Paul Bellemain élève de Tony Garnier ajoute en 1930 sur de petites parcelles attenantes la faculté de médecine-pharmacie-institut médicolégal plus l'école d'infirmières à l'ensemble, mais ne suit pas les préconisations d'ilots dans la verdure, de communications souterraines et de bâtiments bas).

L'hôpital Édouard-Herriot
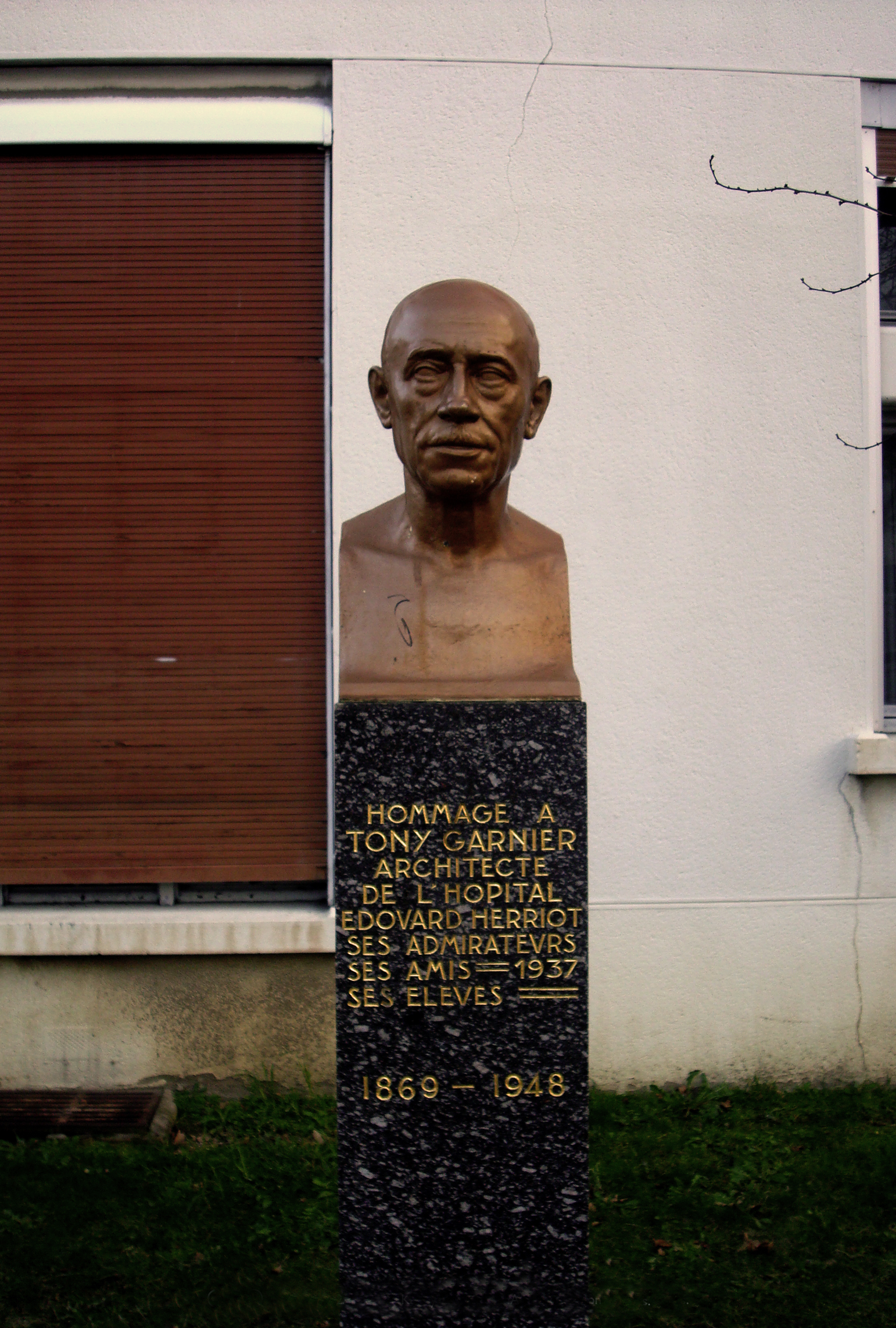
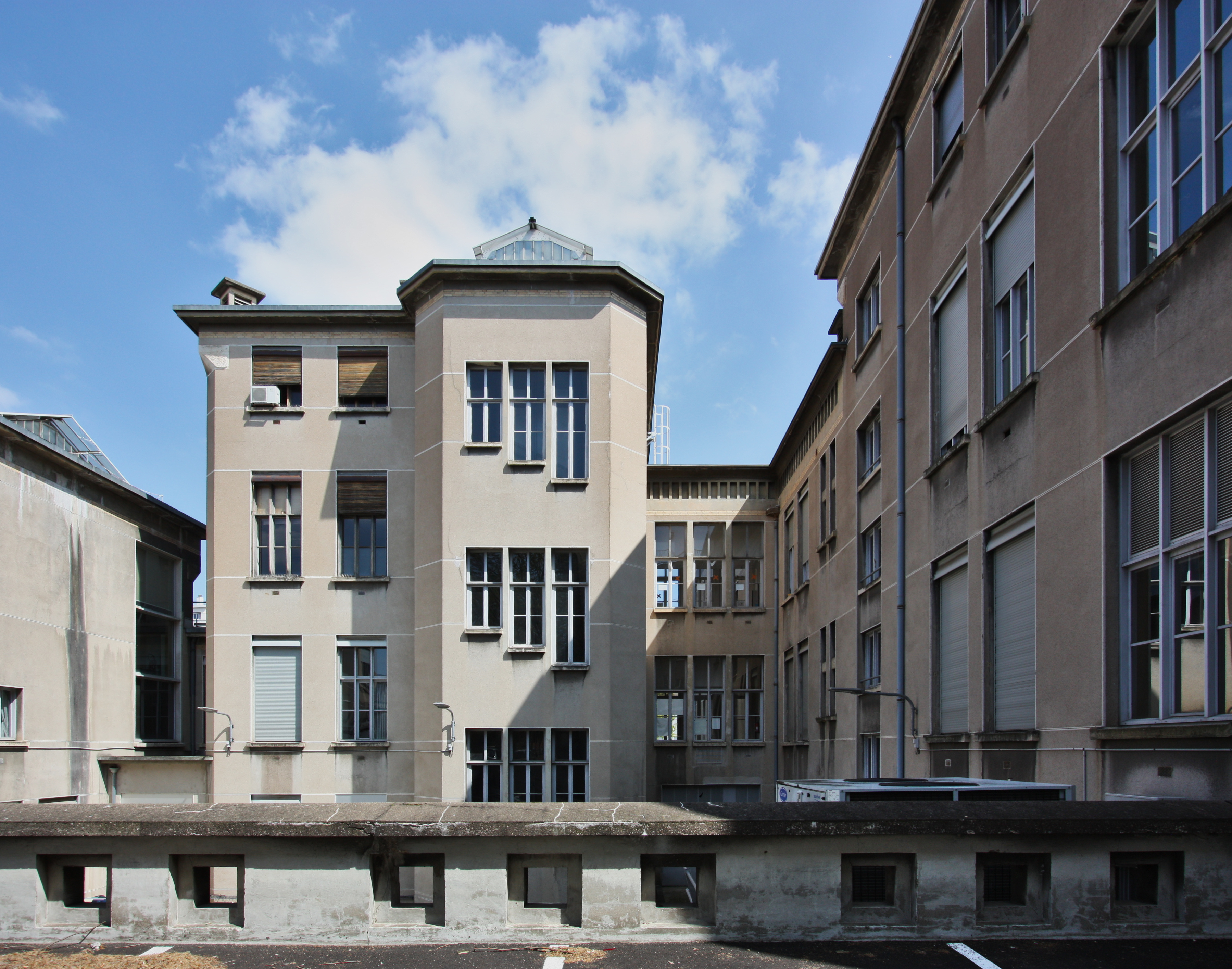
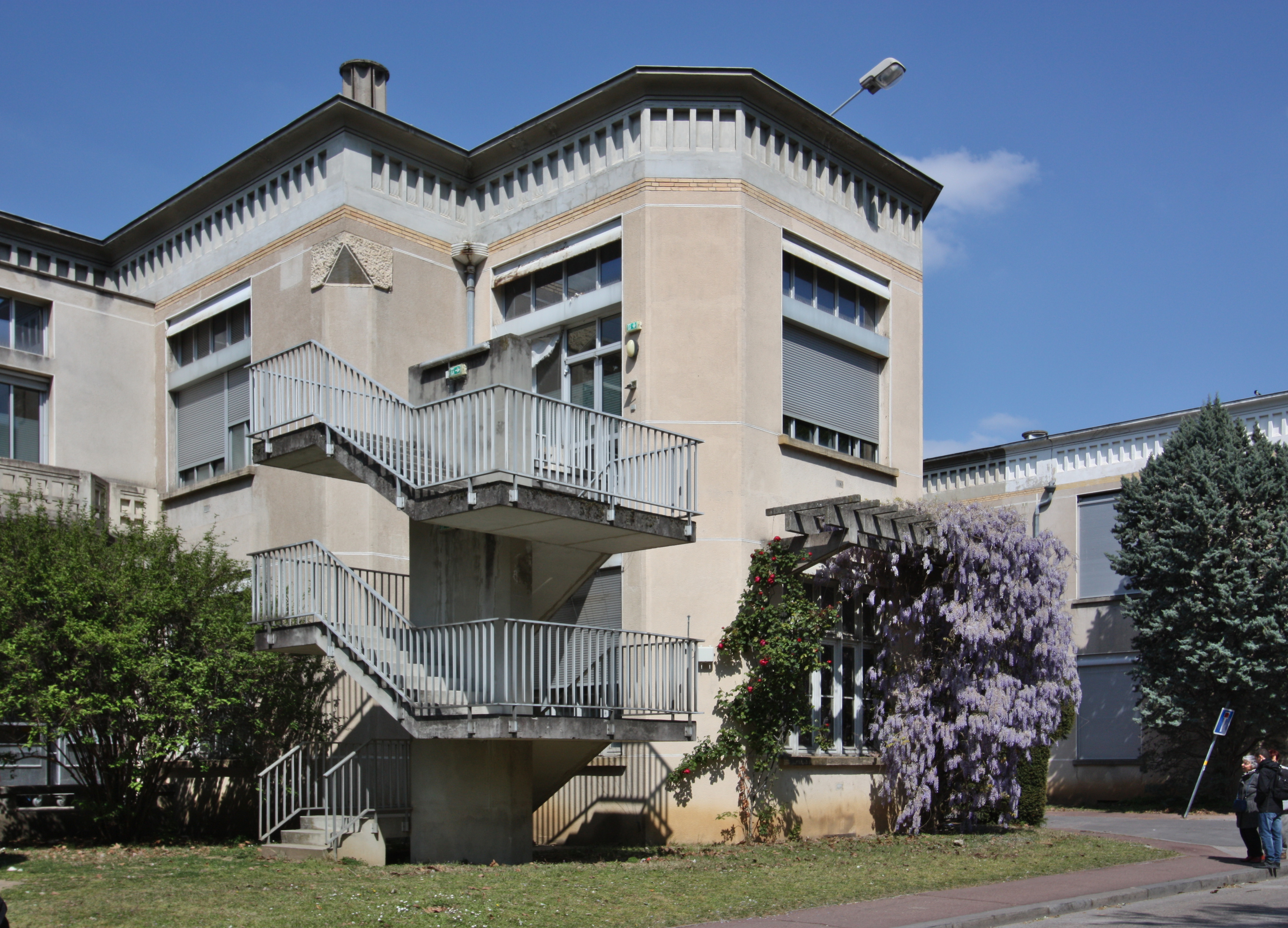
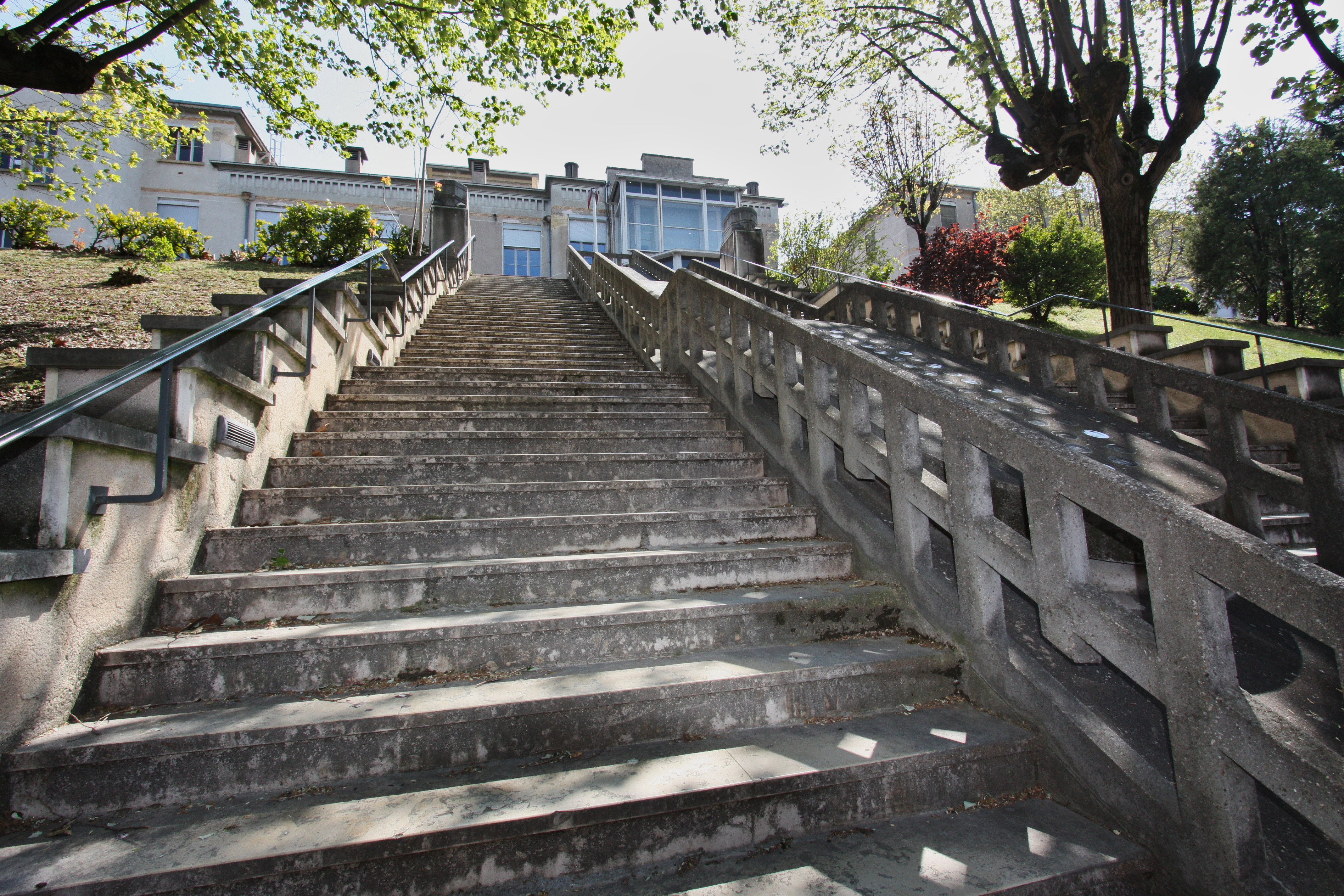

### Le stade de Gerland
Le stade de Gerland (1914-1926), à Lyon 7e, est la troisième grande commande que l’architecte reçoit de la municipalité lyonnaise avant 1914 après les abattoirs de La Mouche et l'hôpital de Grange-Blanche.
Si la chronologie qui va de l’élaboration à la réalisation du projet reste floue, entre 1913 — date de décision de la construction et 1926 date de son inauguration —, sa conception est claire. S'il a la forme classique du stade moderne librement inspiré des cirques antiques, le traitement est plus monumental que jamais. Le stade est prévu pour accueillir 25 000 à 30 000 spectateurs. L'ensemble est construit en béton de mâchefer et ciment armé, seules les tribunes sont recouvertes de pierre.

Le stade de Gerland
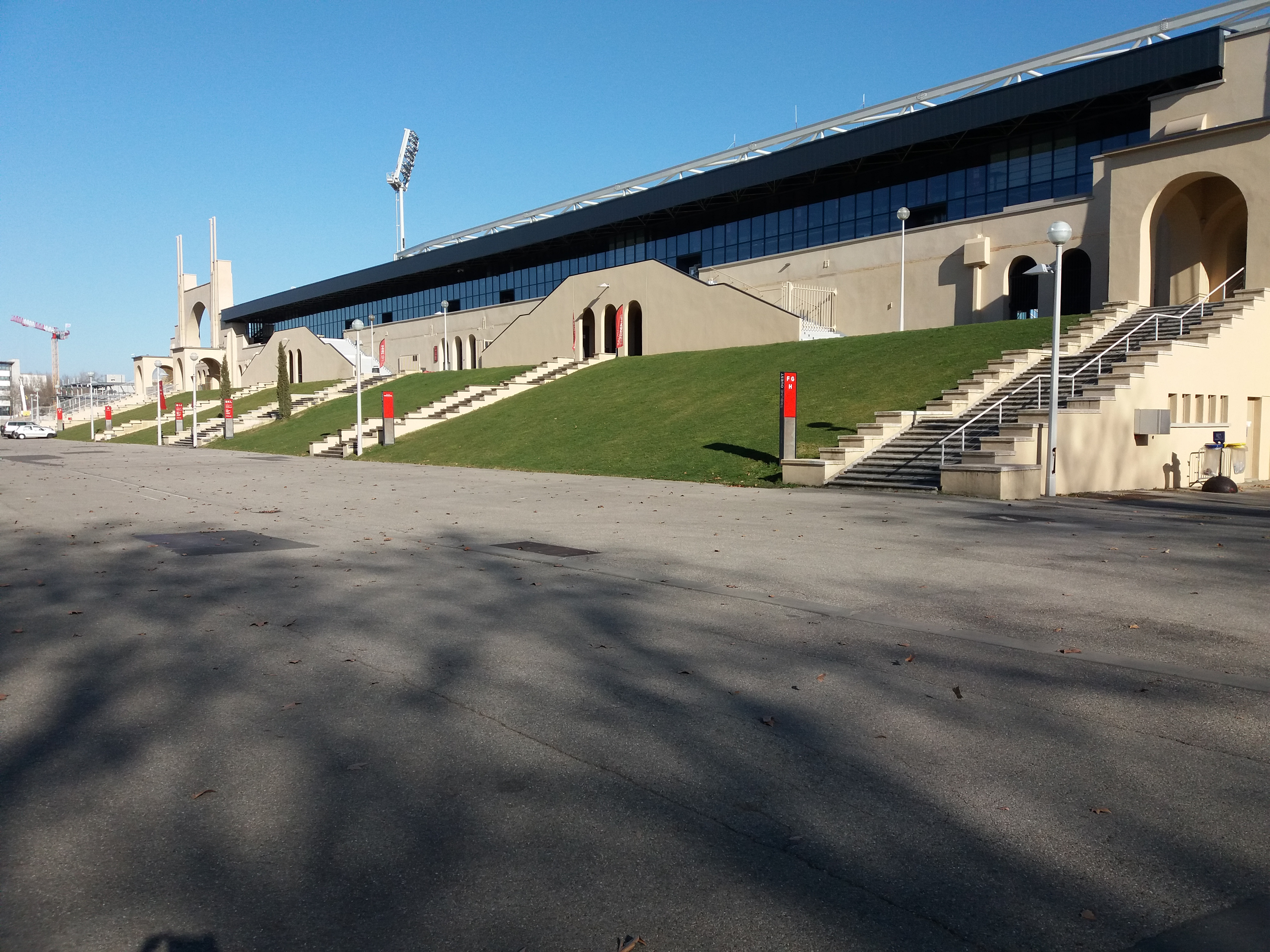
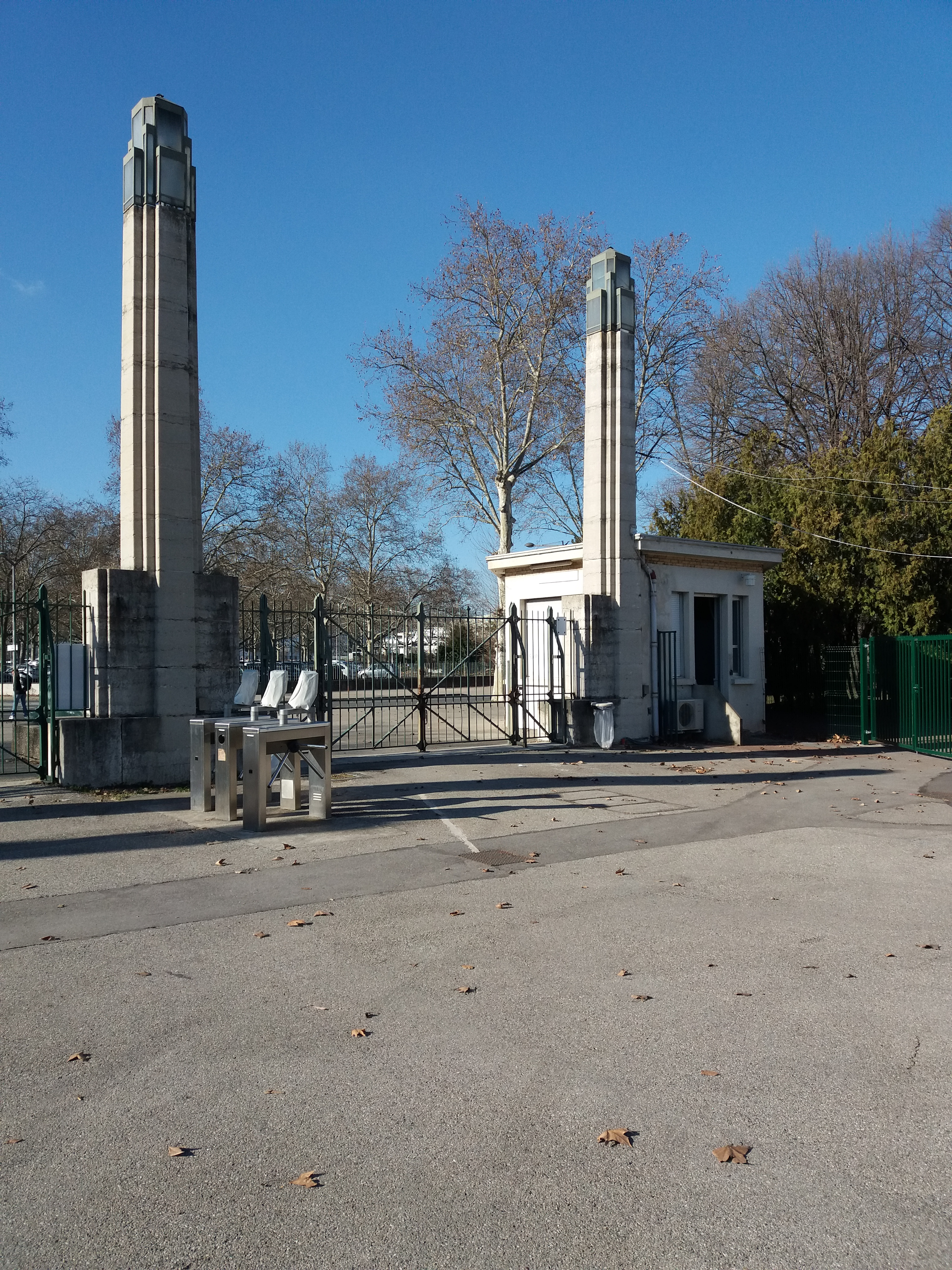
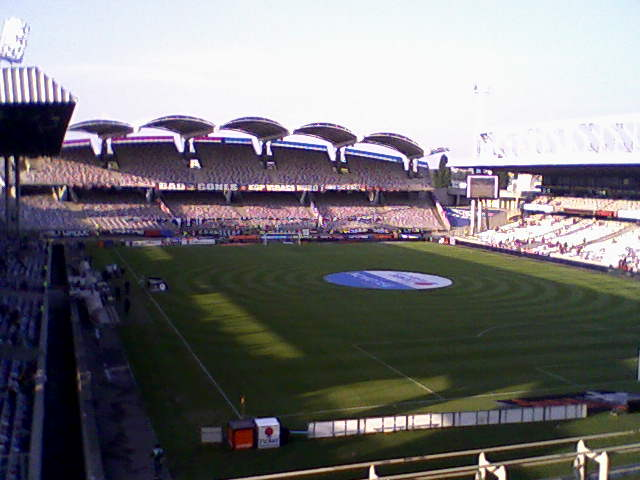

### Le quartier des États-Unis
Le quartier des États-Unis (1919-1933) est la quatrième grande commande publique que reçoit Garnier à Lyon. En 1917, la municipalité décide la construction d’un boulevard industriel dans la banlieue sud-est de Lyon. Garnier étudie alors un vaste projet d’urbanisme qui ne sera que partiellement réalisé. Les études se poursuivent en 1919 et 1920, sous le titre Habitations en commun - Centre industriel à Lyon entre La Guillotière et Vénissieux, projet publié dans les Grand Travaux de la Ville de Lyon. Garnier a conservé sa vision globale associant, en une totalité, l’industrie, les logements, les services publics, les hôtels, les magasins. Les travaux débutent en 1922 et se poursuivent jusqu’en 1933 ; il sera construit 49 immeubles offrant un total de 1 620 logements. Si le quartier des États-Unis a fortement contribué à la renommée contemporaine de Garnier, il n’en demeure pas moins que la ville idéale de l’architecte repose en réalité sur la maison individuelle, les nombreuses vues urbaines de la Cité industrielle en témoignent.

Le quartier des États-Unis
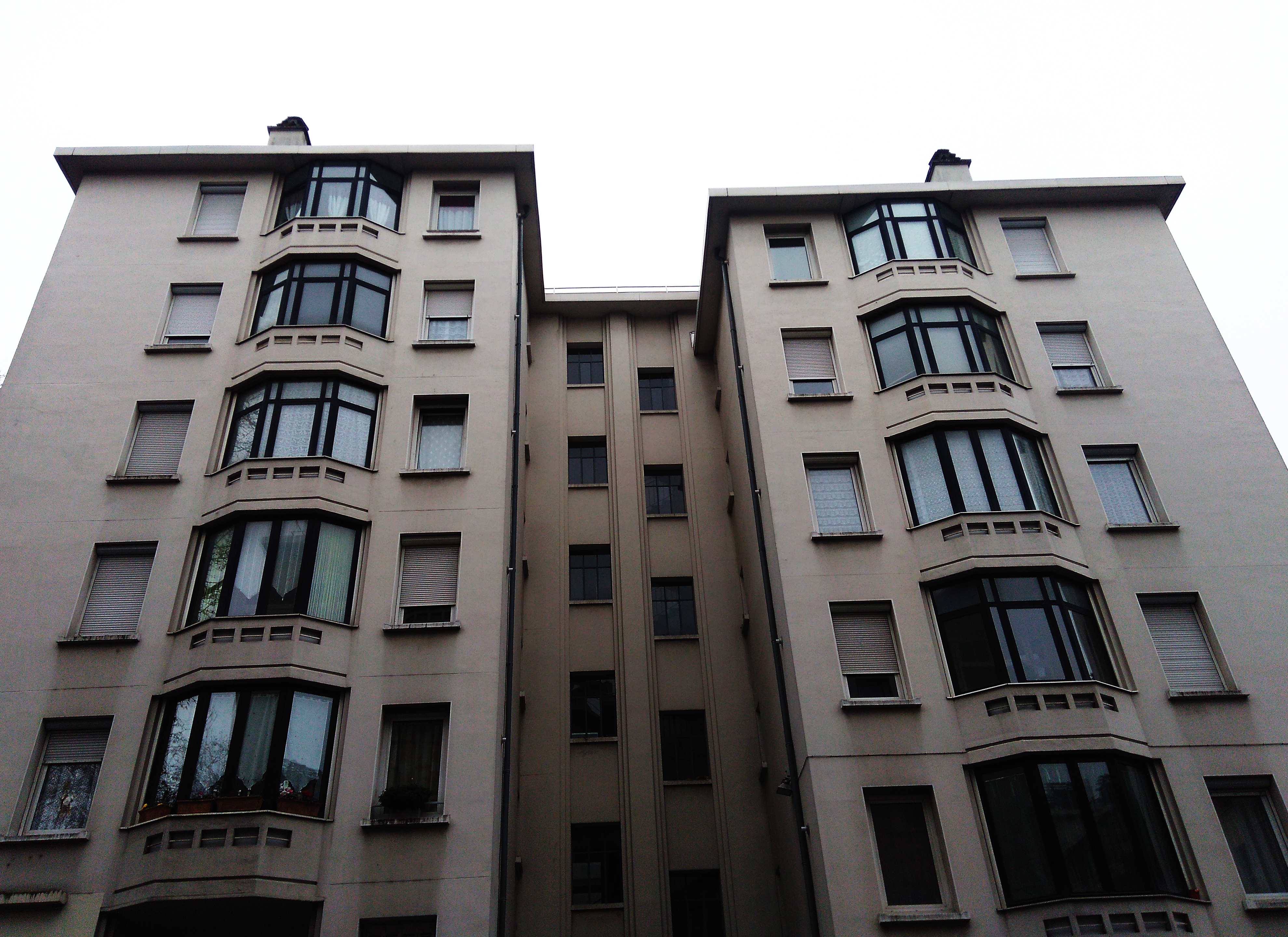
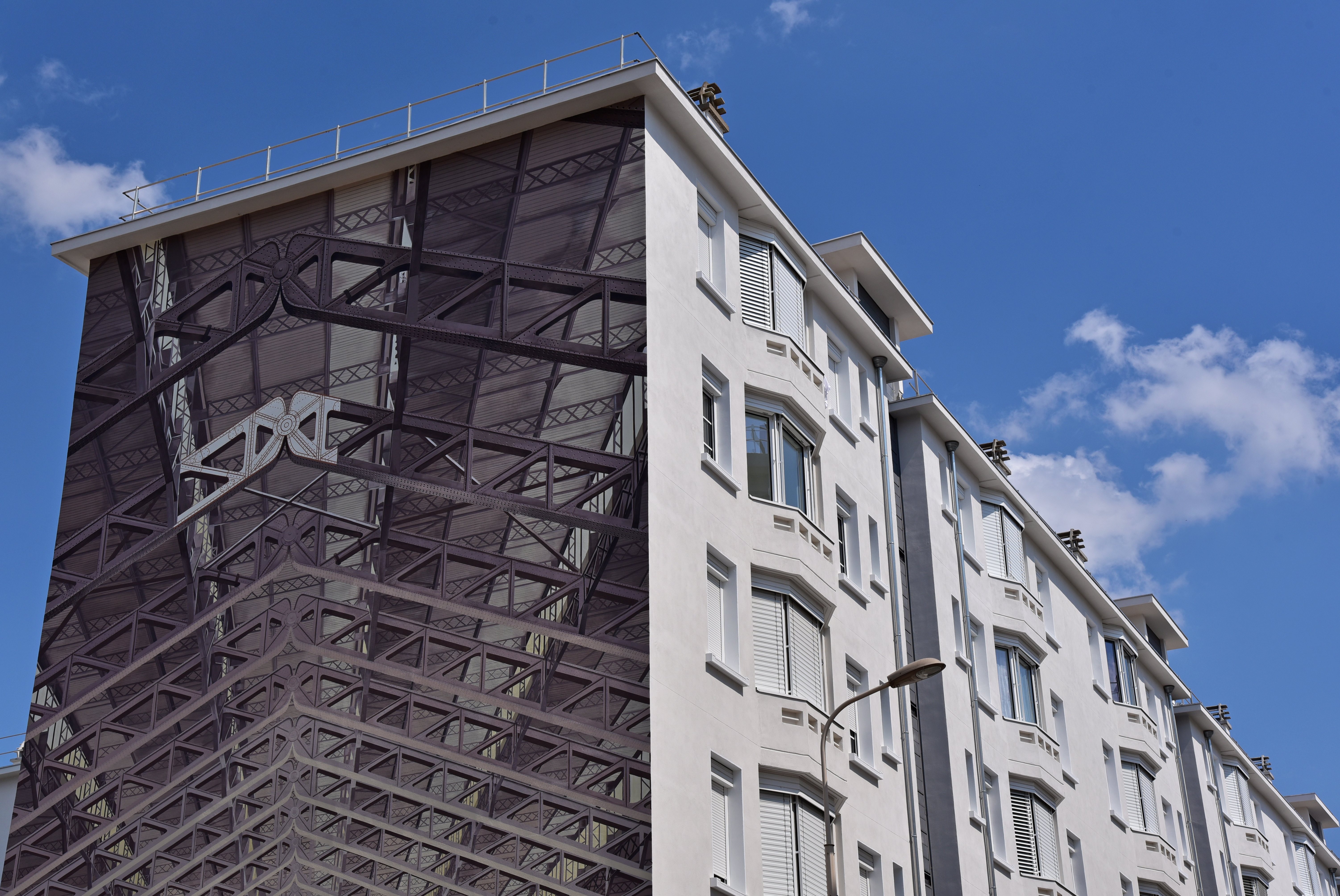
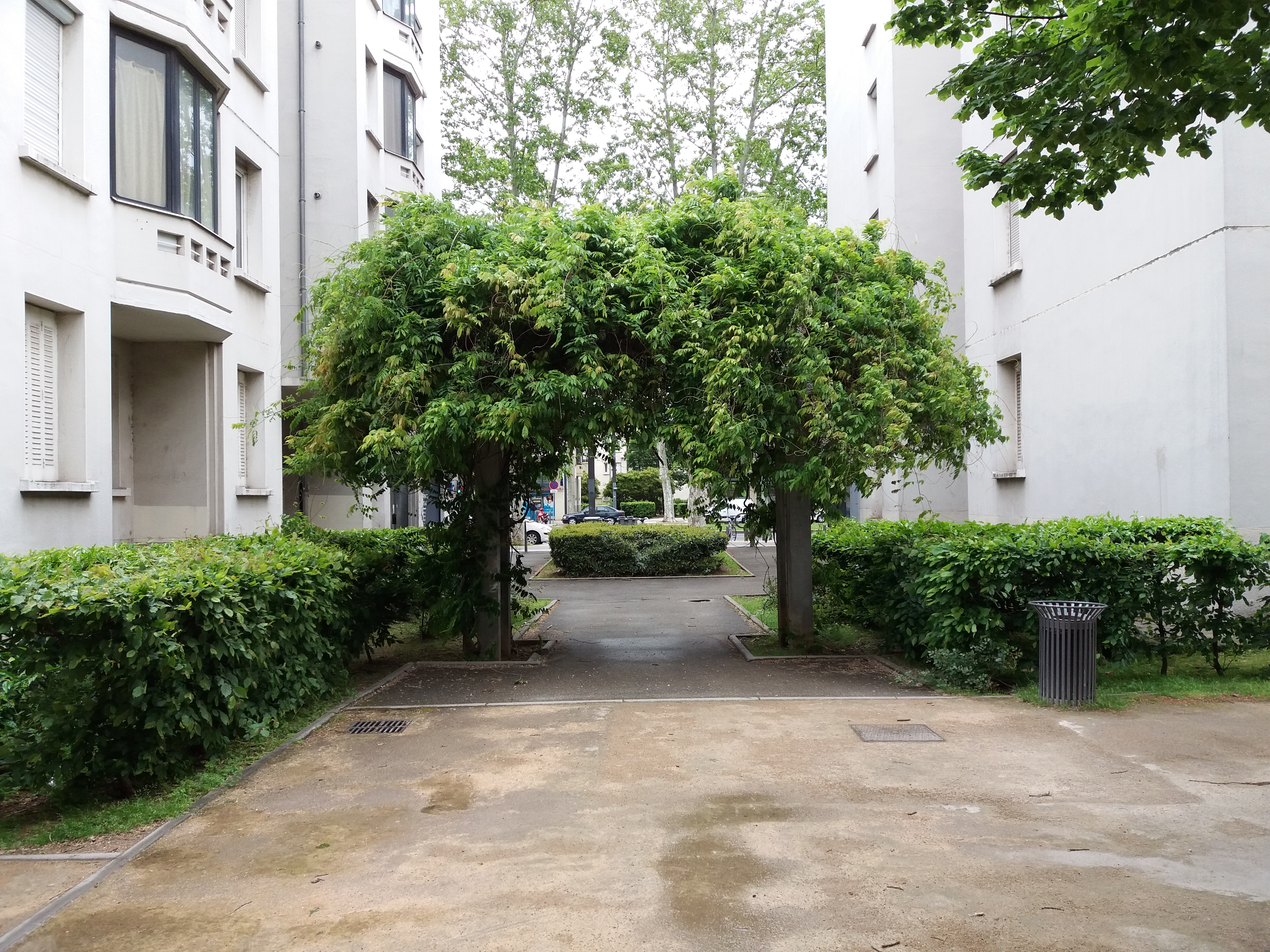

### Le central téléphonique Moncey
Le central téléphonique Moncey situé à l'angle de la rue Vaudrey et de la rue Moncey dans le 3e arrondissement de Lyon est une commande de l'administration des Postes. Sa réalisation, entre 1929 et 1933, concrétise le second projet conçu par l'architecte en 1927. Le bâtiment, sobre et fonctionnel, est toujours en service aujourd'hui malgré les avancées technologiques des télécommunications.

Le central téléphonique Moncey
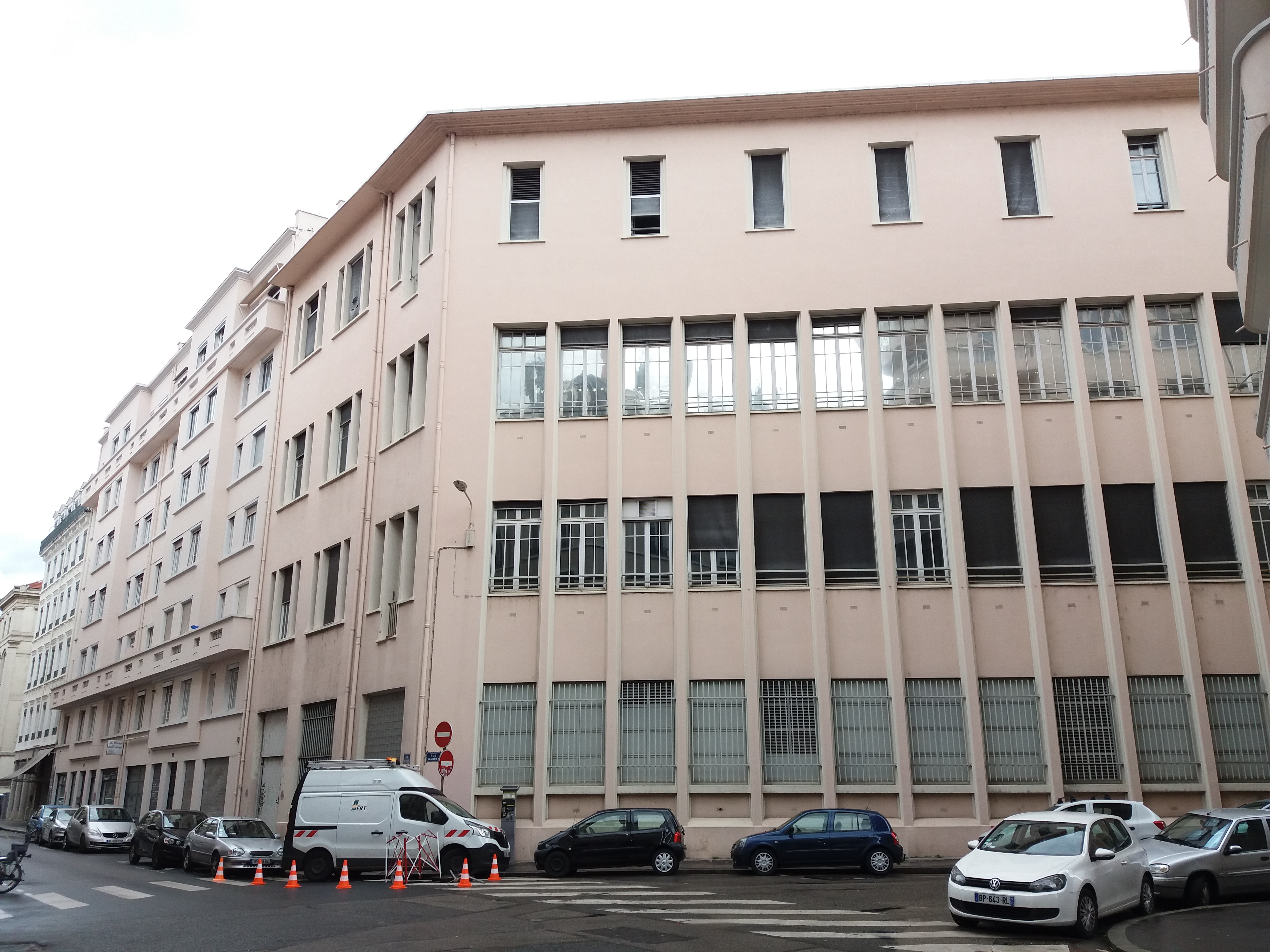
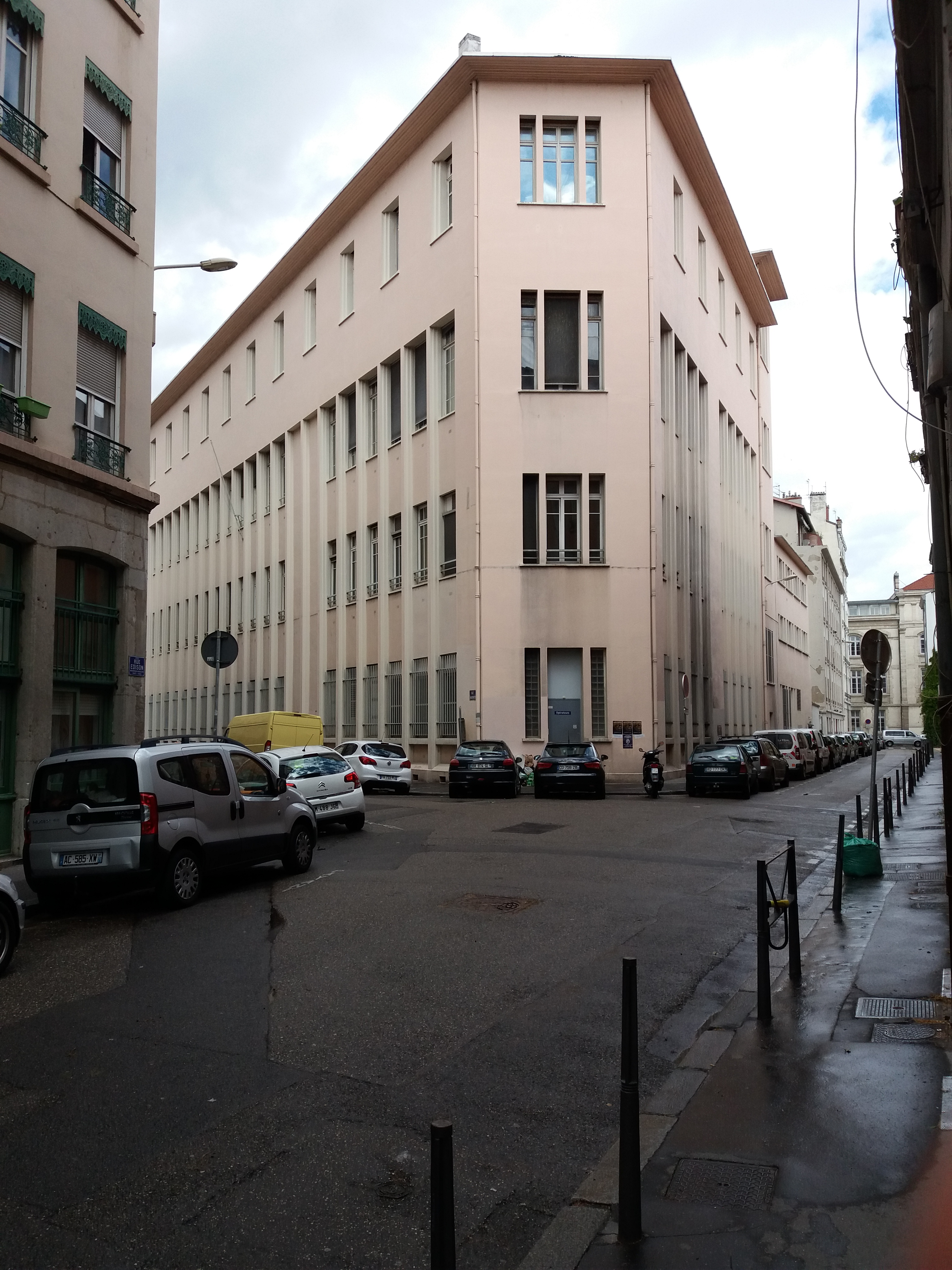
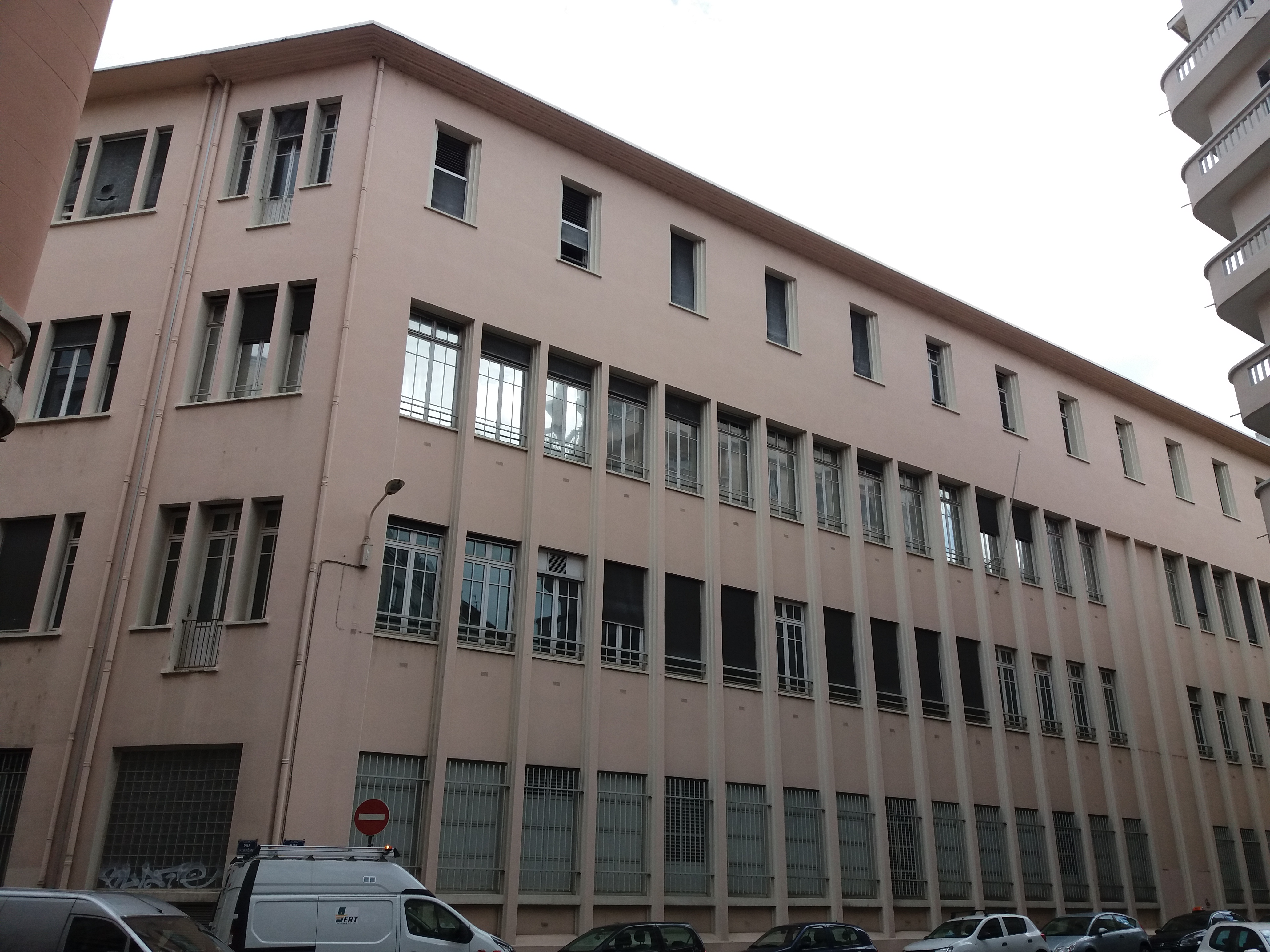

### Autres réalisations

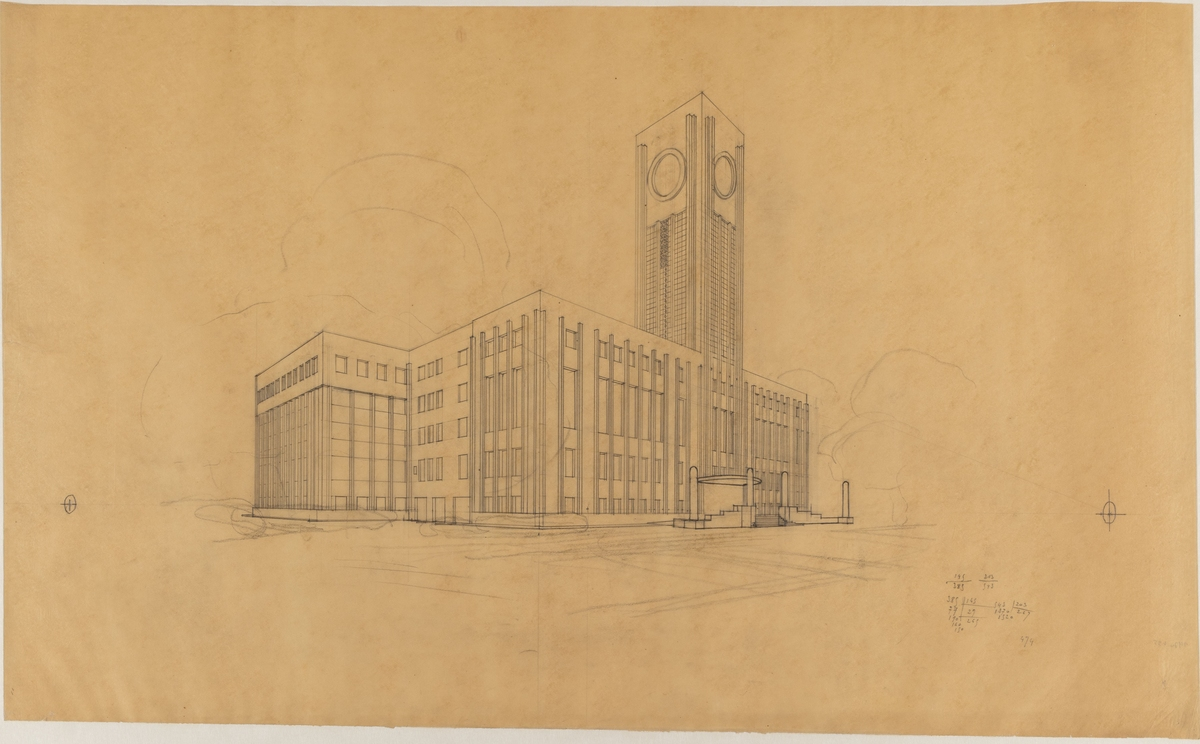
Mairie de Boulogne-Billancourt, projet 2.

- 1898-1899 : monument aux enfants de l’arrondissement d’Albertville morts pour la patrie, place Commandant Bulle, Albertville[a 9].
- 1904-1905 : la vacherie municipale, parc de la Tête d’or, allée des Moutons, Lyon 6e.
- 1905 : tombe Gailleton, ancien cimetière de Loyasse, Lyon 5e[a 9].
- 1906 : installation d’une cuisine à vapeur à l’Hôtel-Dieu de Lyon 2e.
- 1909 : réaménagement de la clinique du docteur Mathieu Jaboulay à l’Hôtel-Dieu de Lyon 2e.
- Les « villas à la romaine »[a 10] de la rue de la Mignonne sur l'ancienne commune de Saint-Rambert-l'Île-Barbe, Lyon 9e.
  - la villa particulière de l’architecte, au no 1, construite en 1911.
  - la villa de madame Garnier, au no 5, construite de 1912 à 1919[m 4].
  - la villa de Mlle Bachelard, au no 7, construite de 1917 à 1924[m 5].
- 1912 : trois logements dans la vacherie du parc de la Tête d'or, Lyon 6e.
- 1913 : usine Mercier et Chaleyssin[m 6], atelier de l'ébéniste Francisque Chaleyssin, à l'angle des rues Barrême et Boileau, Lyon 6e[a 9].
- 1919 : monument à Édouard Aynard, place de la Bourse, Lyon 2e[a 9].
- 1919 : central téléphonique Moncey, à l'angle des rues Vaudrey et Edison, Lyon 3e.
- 1919 : monument à Louis Mouillard, musée des Beaux-Arts, Lyon 1er[a 9].
- 1922 : villa Gros ou villa Le Méruzin, 54 route de Limonest, Saint-Didier-au-Mont-d'Or[62].
- 1924 : monument aux morts du quartier de Montplaisir, 8 rue Léo-et-Maurice-Trouilhet, Lyon 8e.
- 1925 : pavillon de Lyon-Saint-Étienne à l’exposition internationale des Arts décoratifs et industriels modernes à Paris.
- 1925 : « maison du dinandier Linossier », 32 rue de Belfort, Lyon 4e[a 11].
- 1926 : agrandissement de la villa à Cassis (Bouches-du-Rhône).
- 1926 : monument à Auguste Chauveau, École vétérinaire, Conservatoire national supérieur de Musique, 3 quai Chauveau, Lyon 9e[a 9].
- 1927 : École de tissage de Lyon, 43 cours du Général-Giraud, Lyon 1er (réalisée en 1933).
- 1928 : jardin au Salon des Arts décoratifs modernes, Lyon (détruit).
- 1928-1929 : stade nautique de Gerland, Lyon 7e.
- 1930 : monument aux morts de l'île du Souvenir[m 7] (Ile aux Cygnes), parc de la Tête d’or, Lyon 6e.
- 1930 : jardin de la villa à Carnoux.
- 1930 : tombe Jancert, cimetière de Caluire-et-Cuire[63].
- 1931-34 : hôtel de ville de Boulogne-Billancourt[m 8],[m 9].
- 1934 : monument à Frantz Reichel, Paris.
- 1936 : clinique Pasteur, 55 rue du Docteur Jean-Michel, Lons-le-Saunier[a 9].
- 1937 : tombe Garnier, cimetière de la Croix-Rousse, Lyon 4e.

### Projets non réalisés

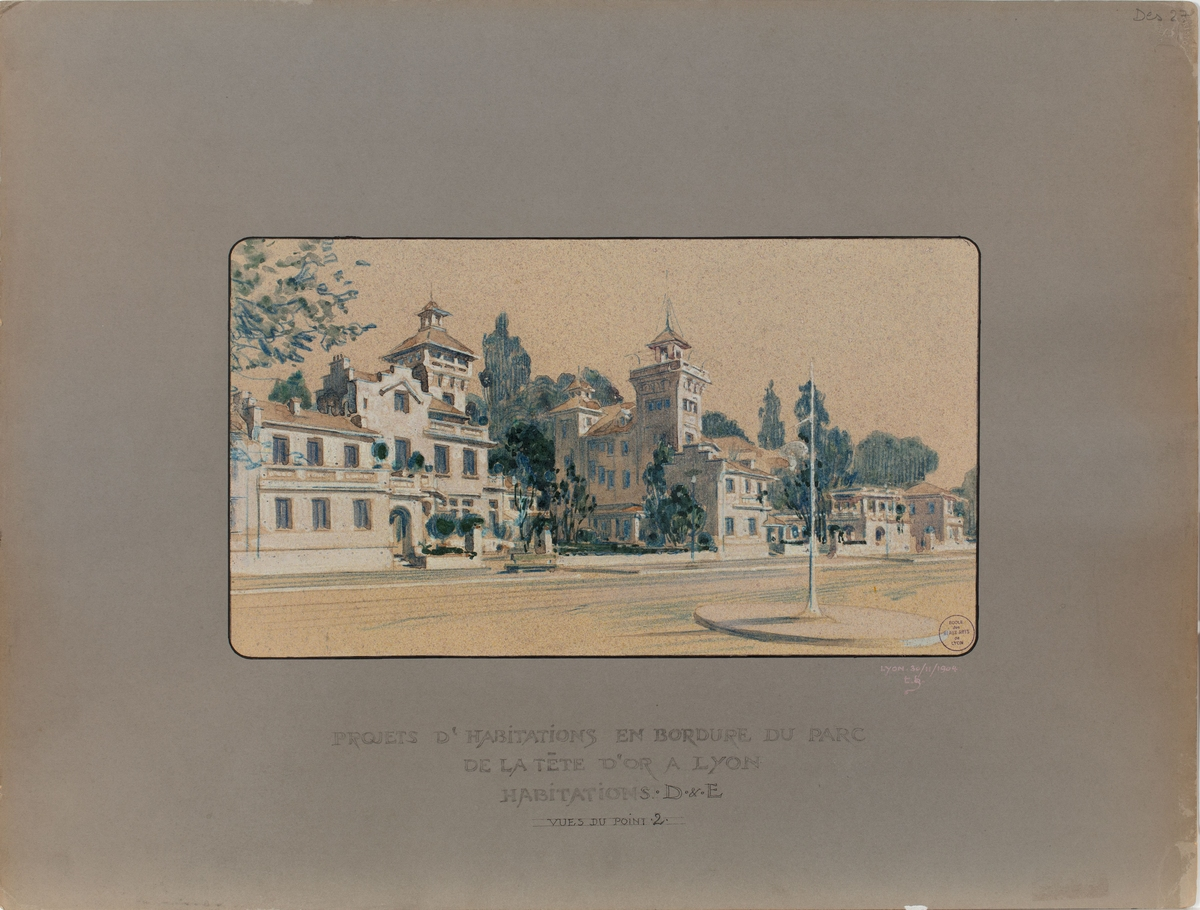
Projet d'habitations en bordure du parc de la Tête d'or à Lyon.

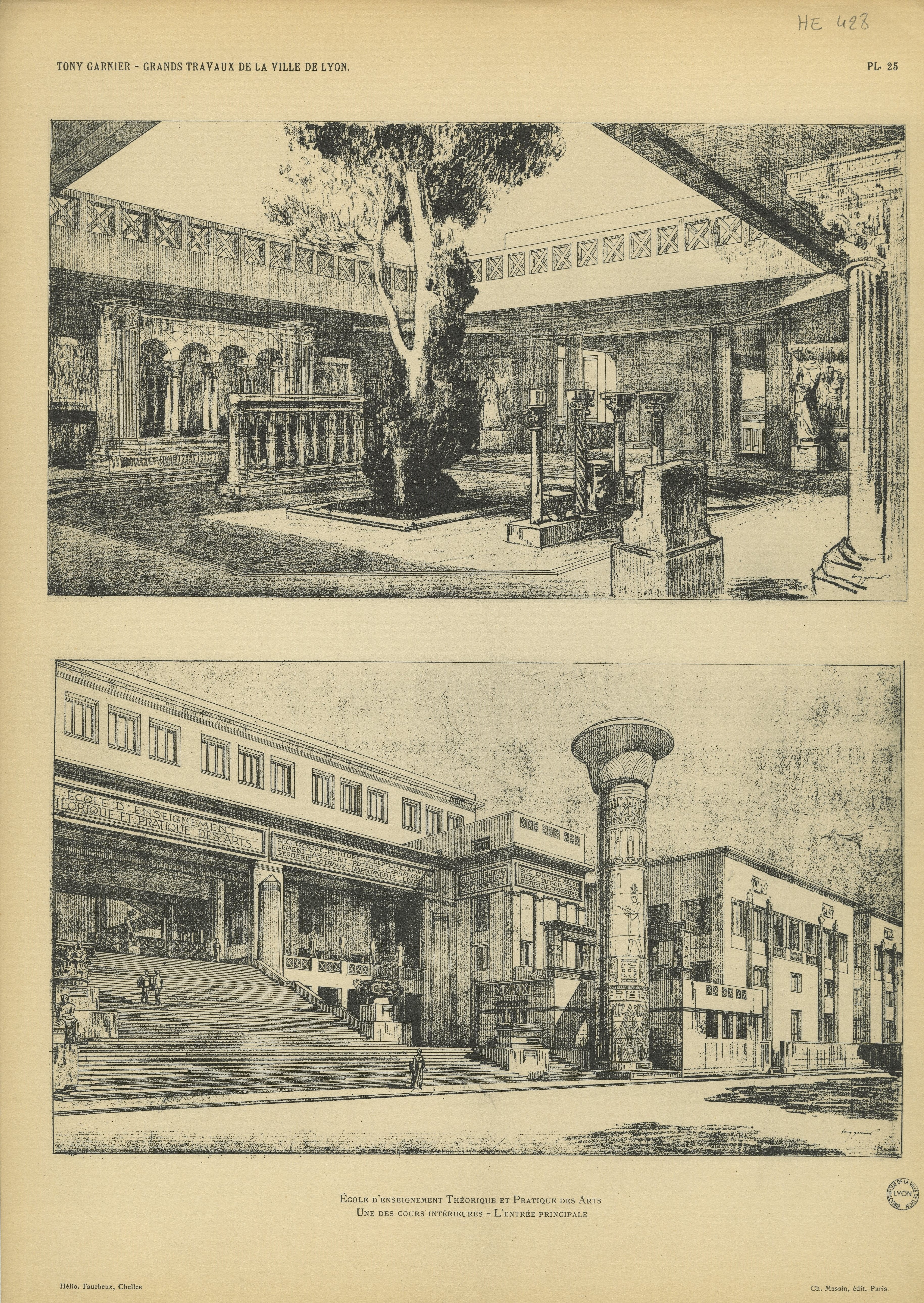
Projet d'école d'enseignement théorique et pratique des arts.

Tony Garnier a développé un grand nombre de projets qui n'ont pas abouti.
- 1904 : habitations en bordure du parc de la Tête d'or, (Dessins conservés au musée des Beaux-Arts de Lyon).
- 1904 : villas entourées de jardins.
- 1904 : villa en béton armé.
- 1905 : concours d'habitations à bon marché de la Fondation Rothschild, Paris.
- 1905 : école municipale de tissage, projet A.
- 1905 : projet de désaffectation de l'Hôtel-Dieu et de construction d'un nouveau quartier, Lyon.
- 1905 : avant-projet de construction d'un hôpital de 1000 lits en remplacement de l'Hôtel-Dieu.
- 1906 : concours pour la rénovation des quartiers derrière la Bourse, Marseille (2e prix).
- 1907-1908 : abattoirs et marché aux bestiaux de Reims (2e prix).
- 1908 : école municipale de tissage, projet B.
- 1908 : quartier industriel du tissage de la soie.
- 1908 : école de tissage et habitations salubres (rue de Belfort).
- 1911-1914 : abattoirs et marché aux bestiaux, Nantes.
- 1914 : Monument au capitaine Ferber, Lyon.
- 1917 : lotissement pour habitations de contremaîtres de l'usine Berliet, Vénissieux.
- 1917 : sanatorium franco-américain.
- 1917 : école d'enseignement théorique et pratique des arts, Lyon.
- 1917 : proposition de modification du jardin du Palais des arts (Dessin conservé au musée des Beaux-Arts de Lyon).
- 1918 : usine de pasteurisation du lait, Villeurbanne.
- 1918 : projet d'installation d'un service central des Postes, télégraphe et téléphone à l'Hôtel-Dieu.
- 1933 : lavoir, bains-douches, quartier des États-Unis, Lyon 8e[65].

## Œuvres graphiques
Une grande partie des papiers personnels et œuvres de Tony Garnier ont été donnés par sa veuve aux archives municipales de Lyon et au musée des Beaux-Arts de Lyon.

### Expositions
Tony Garnier a exposé ses œuvres à Lyon, à Paris, à Rome et à New York.
- 1896 : Paris, Salon d'architecture, Une rue de Paris.
- 1897 : Paris, Salon d'architecture, Sanatorium pour les officiers et soldats convalescents des armées de Terre et de Mer.
- 1899 : Paris, Salon d'architecture, Château-Gaillard (croquis de voyage).
- 1901 : Rome, travaux des pensionnaires de la Villa Médicis, Tabularium (envoi de 1re année) et Cité industrielle (envoi complémentaire).
- 1903 : Lyon, Salon de la Société des Artistes lyonnais, Vues de Rome et de Château-Gaillard.
- 1904 : Paris, Reconstruction de Tusculum (envoi de 4e année) et Cité industrielle (envoi complémentaire).
- 1907 : Lyon, Exposition internationale d'hygiène urbaine, Plans de cité industrielle, villas, habitations à bon marché ; Plans de vacherie modèle du parc ; Plans d'abattoirs ; Projets (assainissement des villes, 7e division).
- 1907 : Lyon, Salon de la Société lyonnaise des Beaux-Arts, État actuel et reconstruction de Tusculum.
- 1909 : Paris, Salon d'architecture, Tusculum et perspective aérienne des abattoirs de la Mouche de Lyon.
- 1914 : Lyon, Exposition internationale urbaine, architecte en chef, président de la classe L'hôpital moderne, vice-président de la classe. Architecture, Plan des abattoirs de la ville de Lyon et le pavillon des contagieux de l'Hôpital Grange-Blanche.
- 1916 : Paris, salle du Jeu de Paume, Exposition de la Cité Reconstituée, Hôpital Grange-Blanche.
- 1925 : Paris, Pavillon de Marsan, exposition de dessins.
- 1925 : Paris, Exposition internationale des Arts décoratifs industriels et modernes, président de la section Architecture.
- 1925 : New York, Exposition internationale d'architecture, Villa de Saint-Rambert.
- 1933 : Paris, Exposition d'architecture française organisée par la Société des architectes diplômés par le Gouvernement (SADG), Stade pour les sports athlétiques à Lyon et Villa Saint-Rambert.

### Œuvres conservées au musée des Beaux-Arts de Lyon

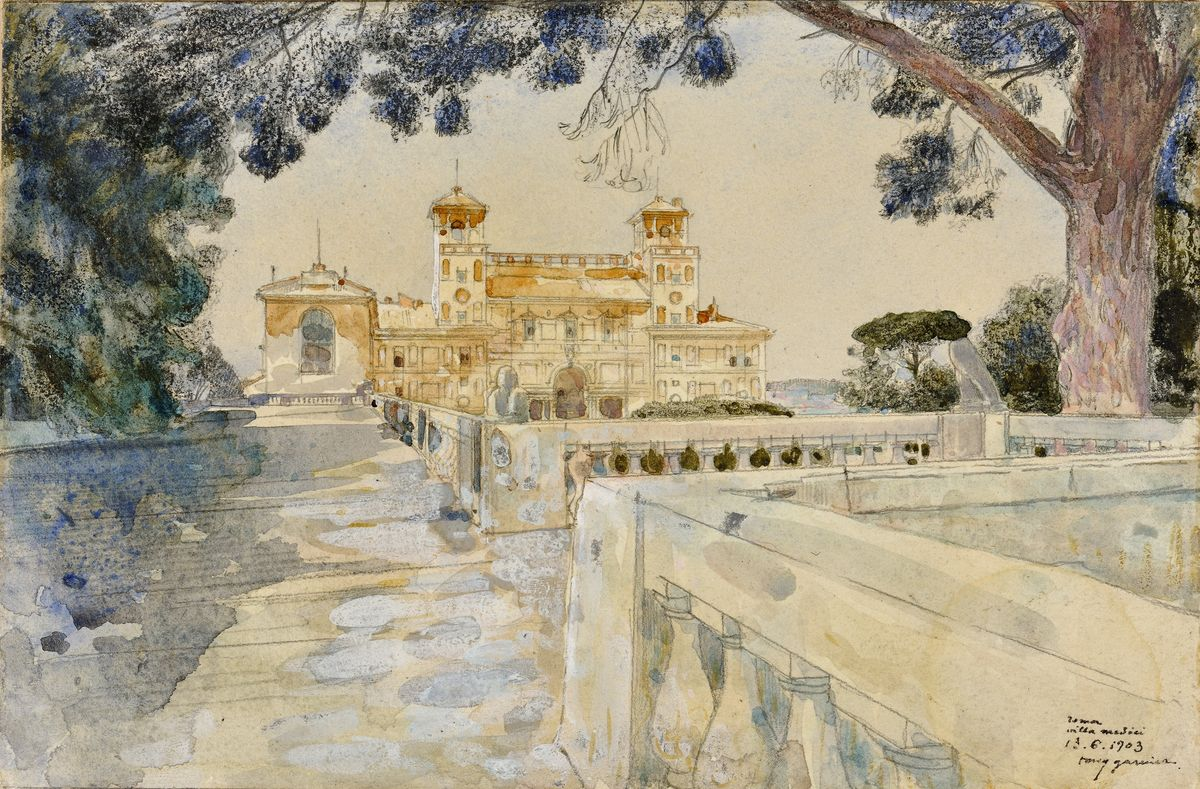
Vue de la villa Médicis, une des aquarelles réalisées à Rome par Garnier, donnée au musée des Beaux-Arts de Lyon en 1952.

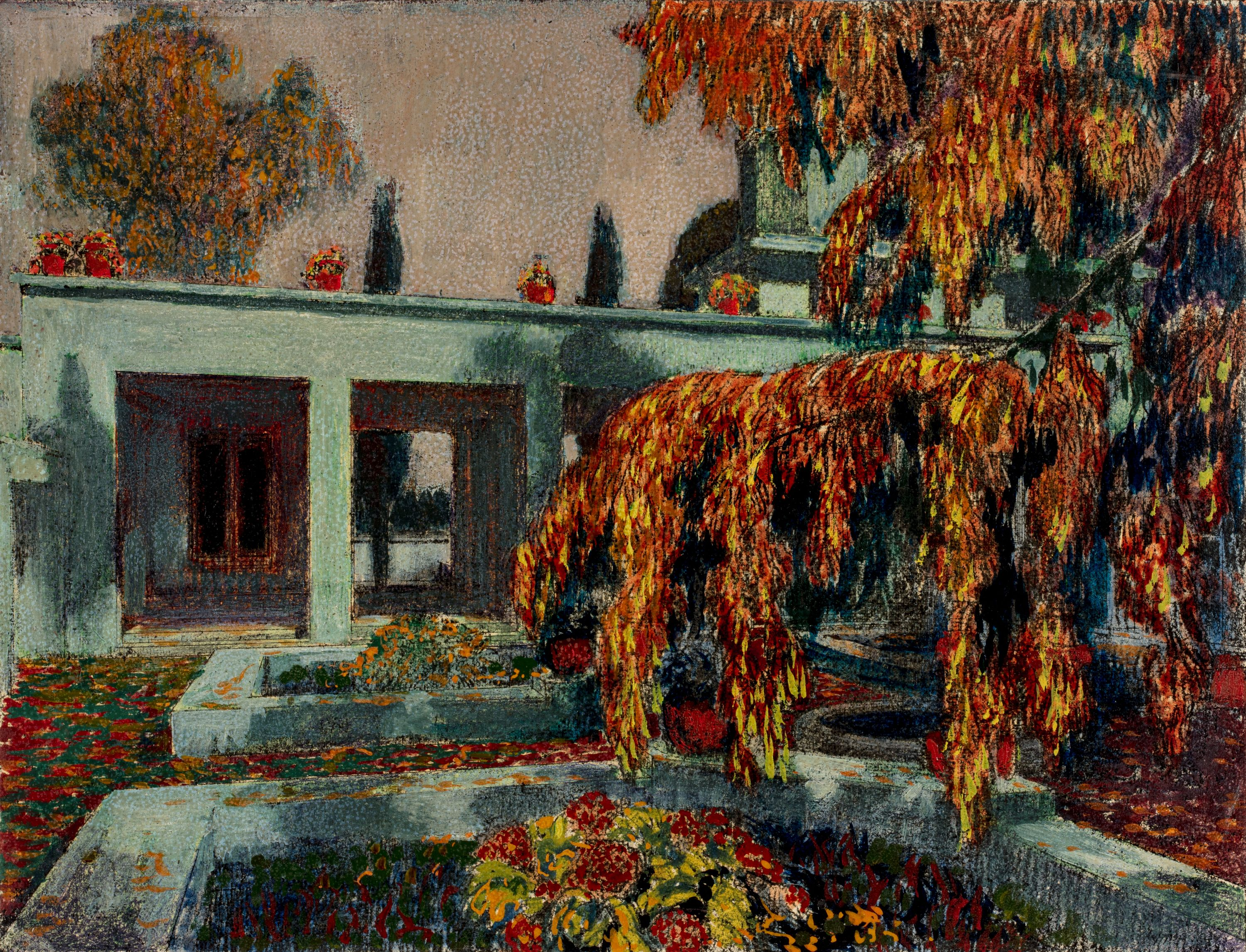
Projet de villa de Saint-Rambert, tirage redessiné, Musée des beaux-arts de Lyon

Les fonds du musée des Beaux-Arts de Lyon comprennent plusieurs ensembles de l'artiste. Aucun d'entre eux n'est entré du vivant de l'artiste dans les collections.
Le premier objet lié à Garnier entre en 1932 ; il s'agit d'un buste de l'artiste réalisé par Jeanne Bardey.
Les premières entrées d'œuvres de Garnier lui-même arrivent en 1952 par un don de Catherine Garnier : six aquarelles datant de 1917 du projet de Cité industrielle et 78 dessins de paysages. La même année, l'État dépose onze vues de Tusculum faisant partie de ses travaux de 3e et 4e année en tant que pensionnaire de la villa Médicis.
En 1970, un don important du Comité Tony Garnier enrichit le musée de plus de 200 œuvres. En 1982, M. Wertheimer et quelques autres personnes font don de nombreux autres dessins et aquarelles.

#### Études
Un premier groupe comprend les études réalisées pour le projet de Cité industrielle qu'il envoie de Rome pour le jury de Paris.
Un deuxième ensemble de neuf études regroupent la reconstitution de la cité de Tusculum. Ces œuvres ont été déposées par l'État au musée. « Il s'agit d'un tour de force, d'un exercice de virtuosité, d'un devoir exécuté par un étudiant brillant qui joue la difficulté et affirme, par ce projet, son sens de l'architecture antique disposée dans un site admirable ».
Un autre ensemble de trois dessins montrent les esquisses pour l'hôtel de ville de Boulogne-Billancourt.

#### Aquarelles
Le musée possède de nombreuses aquarelles de Garnier, notamment : La Rue de Buci, 1893 ; La Jonchère, 1894 ; La Rue de Furstemberg, 1897 ; Villa Médicis (plusieurs aquarelles entre 1900 et 1904) ; Athènes, 1908.

### Œuvres conservées par la Fondation Renaud
Un fonds important d'œuvres architecturales et d'œuvres libres est conservé par la Fondation Renaud, créée pour promouvoir la peinture et l'art lyonnais. Cette collection comprend 128 pièces dont 84 dessins, 3 tableaux, 37 gravures, 2 plans et 2 affiches. L'origine de ce corpus, qui n'a manifestement pas été constitué d'une seule traite est inconnu.
Parmi ces pièces se trouve un tableau d'une grande qualité picturale, Rome, le forum sous la neige, qui a une certaine importance pour Garnier. Il le présente au salon des artistes lyonnais et l'accroche ensuite au-dessus de son lit.

## Publications

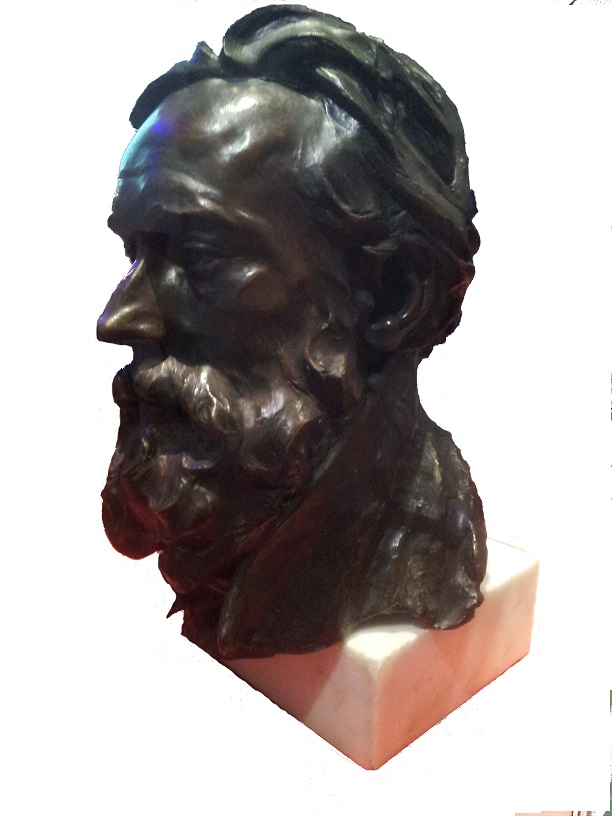
André Vermare, Buste de Tony Garnier, Lyon, musée urbain Tony-Garnier.

- Tony Garnier, Une Cité industrielle : Études pour la construction des Villes : Tony Garnier, ancien pensionnaire de l'Académie de France à Rome, Architecte à Lyon., Paris, Auguste Vincent, Libraire-Éditeur, 1917-1918

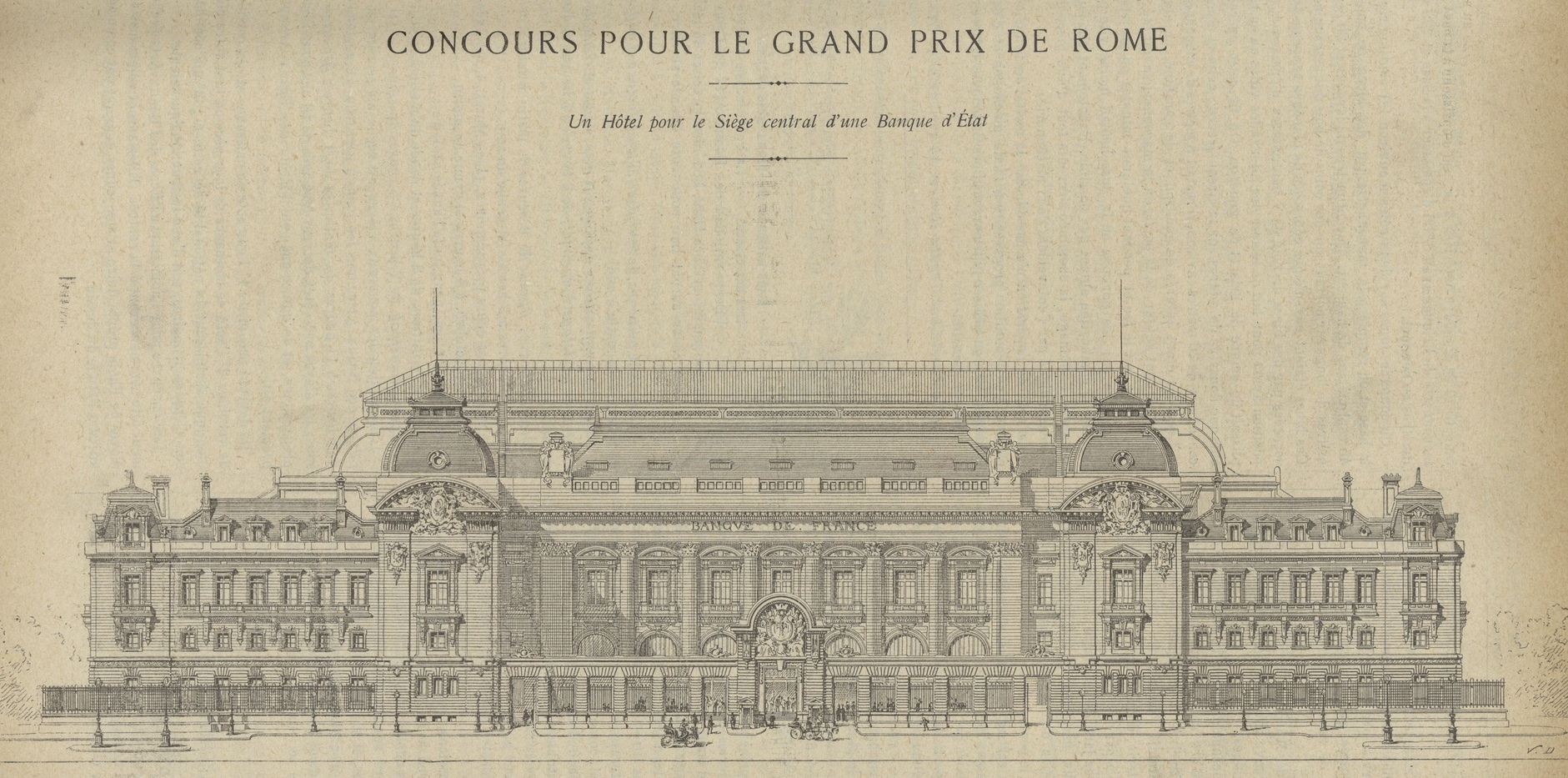
Concours pour le grand prix de Rome (1899), bibliothèque municipale de Lyon. Élévation d'un hôtel pour le siège centrale d'une banque d'État.

- Tony Garnier, Les grands Travaux de la ville de Lyon. Etudes, projets et travaux exécutés (hôpitaux, écoles, postes, abattoirs, habitations en commun, stade, etc.), Paris, Ch. Massin, 1920, 10 p., 56 pl. (BNF 34121496, Numérisation de l'exemplaire de la bibliothèque municipale de Lyon)
- Tony Garnier, Une Cité industrielle : Études pour la construction des Villes : Tony Garnier, ancien pensionnaire de l'Académie de France à Rome, Architecte à Lyon., Paris, Ch. Massin & Cie, Libraire-Éditeur, 1932

#### Ouvrages généraux
- Michel Ragon, Histoire mondiale de l'architecture et de l'urbanisme modernes, vol. 1 : Idéologies et pionniers, 1800-1910, Paris, Casterman, 1971, 349 p. (BNF 35110678).
- Maurice Agulhon (dir.), Histoire de la France urbaine, vol. 4 : La ville de l'âge industriel : le cycle haussmannien, Paris, Seuil, coll. « Points. Histoire » (no 255), 1998, 730 p., Nouv. éd. rev. et complétée (ISBN 2-02-034311-8).
- Françoise Choay, L’Urbanisme, utopies et réalités : Une anthologie, Paris, Seuil, coll. « Points », 1965 (réimpr. 1er octobre 1979), 446 p. (ISBN 2-02-005328-4 et 978-2-02-005328-0).

#### Ouvrages généraux sur Lyon
- Patrice Béghain, Bruno Benoit, Gérard Corneloup et Bruno Thévenon (coord.), Dictionnaire historique de Lyon, Lyon, Stéphane Bachès, 2009, 1054 p. (ISBN 978-2-915266-65-8, BNF 42001687). .
- Jacques Beaufort, Vingt siècles d'architecture à Lyon (et dans le Grand Lyon) : Des aqueducs romains au quartier de la Confluence, Saint-Julien-Molin-Molette, Jean-Pierre Huguet éditeur, 2009, 224 p. (ISBN 978-2-915412-96-3). .
- Philippe Dufieux et Jean-Christophe Stuccilli, L'Art de Lyon, Paris, éditions Place des Victoires, 2017, 214-218 p. (ISBN 978-2-8099-1438-2, lire en ligne). .
- Collectif et Maria-Anne Privat-Savigny (dir.) (Musées Gadagne exposition 21 novembre 2013 - 27 avril 2014), Lyon, centre du monde ! L'exposition internationale urbaine de 1914, Lyon, Fage éditions, coll. « catalogue d'exposition », 2013, 335 p. (ISBN 978-2-84975-305-7).
- Jean Burdy et Dominique Saint-Pierre (dir.), « Tony Garnier », dans Dictionnaire historique des Académiciens de Lyon : 1700-2016, Lyon, éd. ASBLA de Lyon, 2017 (ISBN 978-2-9559-4330-4, présentation en ligne), p. 553-555.

#### Biographies et études
- (en) Dora Wiebenson, Tony Garnier : the cité industrielle, coll. « Planning and cities », 1969, 127 p. (ISBN 978-0-289-79745-7).
- CORDA et GERAU, Tony Garnier : théorie et pratique du patrimoine immobilier, Lyon, GERAU, 1982 (BNF 34860595).
- Louis Piessat, Tony Garnier 1869-1948, Lyon, Presses Universitaires de Lyon, 1988, 196 p. (ISBN 2-7297-0338-1). .
Recension par Voldman Danièle dans Vingtième Siècle, revue d'histoire, no 25, janvier-mars 1990, p. 144. [lire en ligne].
- René Jullian, Tony Garnier : Constructeur et utopiste, Paris, Philippe Sers Éditeur, 1989, 181 p. (ISBN 978-2-904057-25-0).
Recension par Hamon Françoise dans Revue de l'Art, 1990, no 89. p. 86-87. [lire en ligne].
- C. Krzysztof Pawlowski, Tony Garnier : Pionnier de l'urbanisme du XXe siècle, Lyon, Les créations du pélican, 1993, 192 p. (ISBN 978-2-903696-58-0). .
- Philippe Dufieux et Jean-Michel Leniaud, Tony Garnier : la Cité industrielle et l'Europe : actes du colloque international organisé par le Conseil d'architecture, d'urbanisme et de l'environnement du Rhône, 28-29 novembre 2008, Lyon, CAUE du Rhône, 2009, 320 p. (ISBN 978-2-912533-18-0).
- Alain Vollerin, Tony Garnier et Lyon : Aux origines de la Modernité…, Lyon, Éditions Mémoire des Arts, 2011, 140 p. (ISBN 978-2-912544-50-6 et 2-912544-50-5).
- Pierre Gras, Tony Garnier, Paris, Éditions du Patrimoine / Centre des Monuments Nationaux, coll. « Carnets d'architectes » (no 15), 2013, 192 p. (ISBN 978-2-7577-0272-7).

#### Catalogue d'exposition
- Exposition d'oeuvres de Tony Garnier : du 26 février au 26 mars 1925, Musée des arts décoratifs, Palais du Louvre, Paris, 1925, 8 p. (BNF 45328020).
- Louis Piessat, Tony Garnier, Lyon, Musée des beaux-arts, 1970, 31 p., 26 pl. (BNF 35400874).
- Elisabeth Walter, Brian-Brace Taylor, H. Aniel, Bruno Foucart et al., 20 ans d'architecture à Boulogne-Billancourt, 1920–1940 : catalogue d'exposition à la bibliothèque Marmottan, Paris, Académie des beaux-arts, 1973.
- Alain Guiheux (dir.) et Olivier Cinqualbre (dir.) (Publié à l'occasion de l'exposition « Tony Garnier (1869-1948) » présentée par le Centre de Création Industrielle du 7 mars au 21 mai 1990), Tony Garnier : L'œuvre complète, Paris, Centre Pompidou, coll. « Monographie », 1989, 254 p. (ISBN 2-85850-527-6). .
Recension par Hamon Françoise dans Revue de l'Art, 1990, no 89. p. 86-87. [lire en ligne].
- Philippe Dufieux, Tony Garnier 1869-1948, Architecte et urbaniste, vol. Journal de l’exposition, Lyon, CAUE du Rhône, 2005, 47 p., un cd-rom (PowerPoint) et DVD de 35 min (ISBN 978-2-912533-10-4, lire en ligne). .
- Collectif (coordination C. Chambon) (exposition du 05 oct 2019 au 13 dec 2020), Tony Garnier : L'air du temps, Lyon, Musée urbain Tony Garnier, septembre 2019, 200 p. (ISBN 978-2-9538637-3-4).
- Collectif (coordination L. Faivre d'Arcier) (catalogue d'exposition AML du 15 oct 2019 au 21 mars 2020), Tony Garnier, Le maire et l'architecte, Lyon, Archives municipales de Lyon, décembre 2019, 304 p. (ISBN 979-10-699-4045-1), p. 1-198 tête-bêche.
- Collectif (coordination D. Vaginay) (catalogue d'exposition Fondation Renaud du 30 nov 2019 au 1er mars 2020), Tony Garnier, l’œuvre libre, Lyon, Archives municipales de Lyon, décembre 2019, 304 p. (ISBN 979-10-699-4045-1), p. 1-106 tête-bêche.

#### Ouvrages spécialisés sur l'architecture
- Institut français d'architecture, Archives d'architecture du vingtième siècle, Liège, Pierre Mardaga éditeur, 1991, 510 p. (ISBN 2-87009-446-9, lire en ligne), p. 172-173.
- Jean-Michel Leniaud, « Tony Garnier (1869-1948) : construire la ville », dans Les Bâtisseurs d'avenir. Portraits d'architectes XIXe – XXe siècle, Paris, Fayard, 1998 (ISBN 2213601682), p. 251-322 Recension par François Macé de Lépinay dans Revue de l'Art, 1999, no 124. pp. 92-93. [lire en ligne].
- Cyrille Piot, 4 villes idéales, 4 architectes : Lyon, Le Havre, Washington et Essaouira : Tony Garnier, Perret, L'Enfant et Cornut, Paris, l'Harmattan, 2015, 180 p. (ISBN 978-2-343-05828-3).

#### Ouvrages spécialisés sur Lyon
- Catherine Chambon, Lyon 8e arrondissement : Histoire et métamorphoses, Lyon, Éditions Lyonnaises d'Art et d'Histoire, 2009, 200 p. (ISBN 978-2-84147-202-4), p. 101-114.
- Philippe Dufieux, Sculpteurs et architectes à Lyon (1910-1960) de Tony Garnier à Louis Bertola, Lyon, Éditions Mémoire active, 2007, 141 p. (ISBN 978-2-908185-61-4).
- Christophe Fournier, Les rues de Lyon no 59, Lyon, éd. L'Épicerie séquentielle, 1er novembre 2019, 12 p., p. 12.

### Articles
- Jean-Jacques Lerrant, « Tony Garnier au Musée des beaux-arts de Lyon », Bulletin des musées Lyonnais, no 3,‎ 1953, p. 45-53. .
- (it) J. L. Cohen, « Prima del purismo : un costruttivismo mediterraneo », Rassegna, no spécial « Tony Garnier, da Roma a Lione », 17/1,‎ mars 1984. .
- Gérard Bruyère, Tony Garnier (1869-1948) et André Vermare (1869-1949) : témoignages retrouvés d’un bref compagnonnage artistique, Bulletin municipal officiel de la ville de Lyon, no 5335 (23 juillet 2000), 2 p. ; no 5336 (30 juillet 2000), 2 p.
- Philippe Dufieux, La Maison contemporaine, architecture et mode de vie : Variations méditerranéennes à Lyon ou la postérité pavillonnaire de Tony Garnier, Lyon, CAUE du Rhône, 2008, 80 p. (ISBN 978-2-912533-15-9, lire en ligne), p. 6-21. .
- Jorge León, « Carne de Matadero: El colaboracionismo de los poderes públicos durante la Exposición Internacional de Lyon bajo ideología higiénico-progresista ». Seminario Internacional sobre Eventos Mundiales y Cambio Urbano, EMCU - Universidad de Sevilla, 26-28 Novembre 2012,  (ISBN 84-695-6462-5), p. 141–151.
- Gérard Bruyère, « Hygiénisme, spéculation foncière et cinéma, à propos du projet de désaffectation de l'Hôtel-Dieu de 1905 », L'Hôtel-Dieu de Lyon, bulletin hors série de la Société académique d'architecture de Lyon,‎ mai 2012, p. 108-117.
- Musée urbain Tony Garnier : Projet de la décennie mondiale du développement culturel  (Hors-série spécial), Lyon, Centre de recherche Esthétique et Cités, novembre 1991, 72 p. (ISSN 0998-2213).

### Archives sources
- Archives de la cité de l'architecture et du patrimoine, Fonds Garnier, Tony (1869-1948). 302 AA. Contenu du fonds : Concours pour le monument aux morts, parc de la Tête-d'Or à Lyon (1923) ; mairie de Boulogne-Billancourt, 1928 ; atelier Tony Garnier. (1921-1928).
- Fonds du musée des Beaux-Arts de Lyon (description du fonds en ligne).
- Fonds Tony Garnier aux archives municipales de Lyon[a 12].